# Arts de l'Islam
Vous lisez un « article de qualité » labellisé en 2006.
Arts de l'Islam, exposition multi-sites en France en 2021-2022.

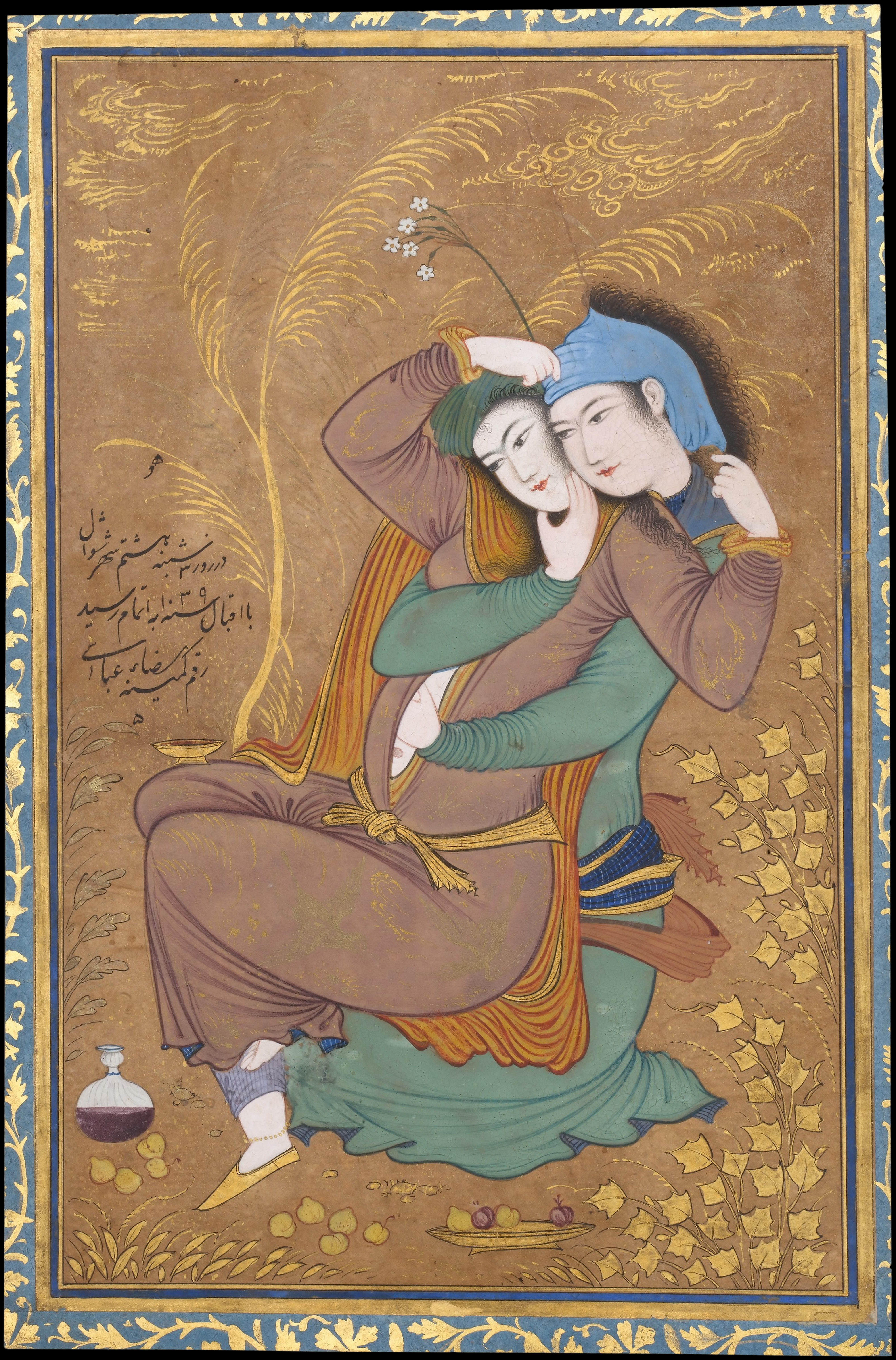
Riza-i Abbasi, Deux amants, Iran, 1630.

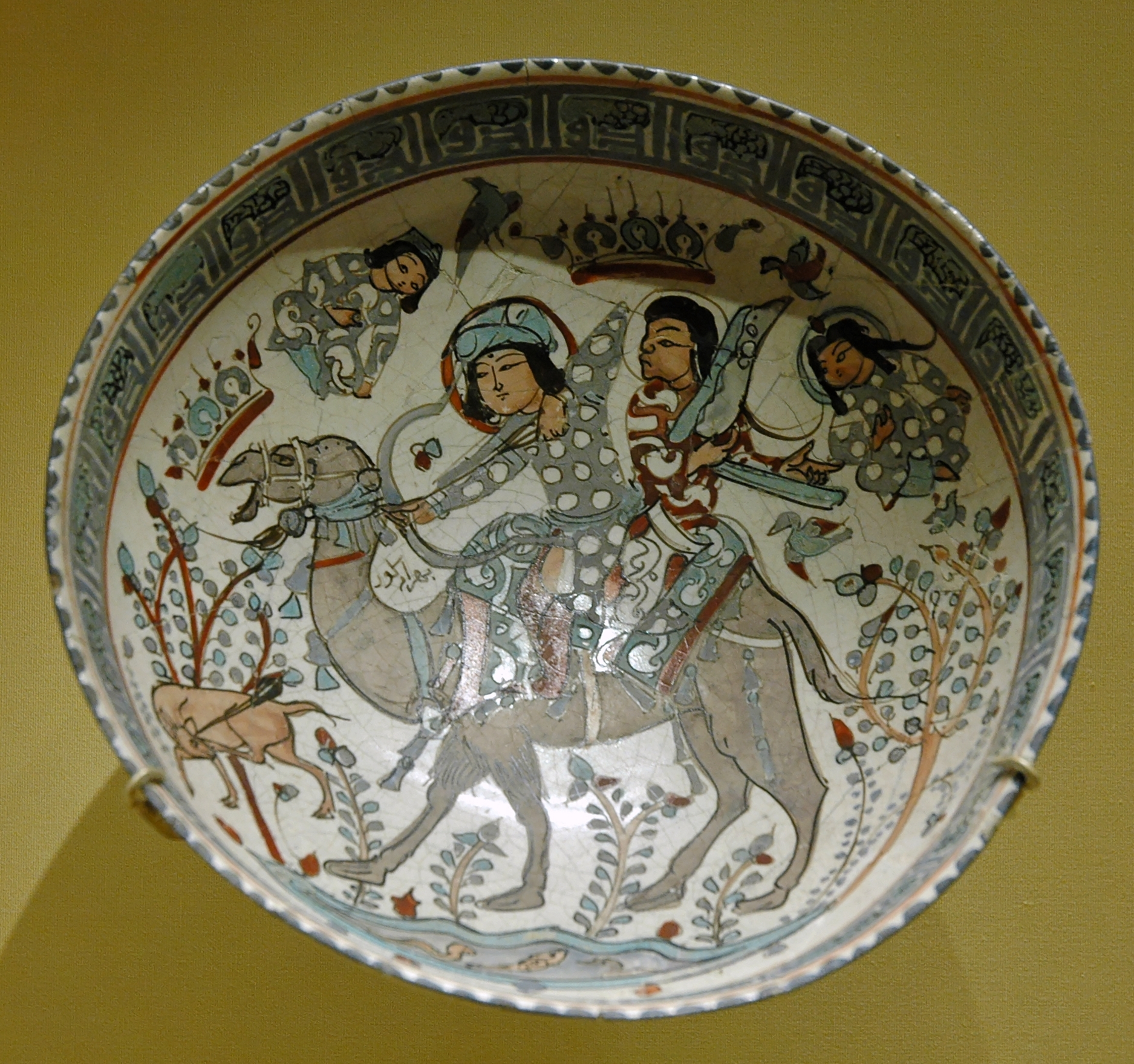
Coupe avec Barham Gur et Azadeh, céramique siliceuse à décor de haftrang, Iran, fin, Metropolitan Museum of Art.

Les expressions arts de l'Islam et art islamique  désignent la production artistique qui s'est développée depuis l'hégire (622 de l'ère chrétienne) jusqu'au XIXe siècle dans un territoire s'étendant de l'Espagne jusqu'à l'Inde et habité par des populations de culture islamique.
L'art produit dans le contexte du monde islamique présente une certaine unité stylistique due aux déplacements des artistes, des commerçants, des commanditaires et des œuvres. L'emploi d'une écriture commune dans toute la civilisation islamique et la mise en valeur particulière de la calligraphie renforcent cette idée d'unité. D'autres éléments ont été mis en valeur, comme l'attention portée au décoratif et l'importance de la géométrie et des décors tapissants. Toutefois, la grande diversité des formes et des décors, selon les pays et les époques, amène souvent à parler plus d' « arts de l'Islam » que d'un « art islamique ». Pour Oleg Grabar, l'art d'Islam ne peut d'ailleurs se définir que par « une série d'attitudes vis-à-vis du processus même de la création artistique ».
En architecture, des bâtiments aux fonctions spécifiques, comme des mosquées et des madrasas, sont créés dans des formes très variées mais suivant souvent un même schéma de base. S'il n'existe quasiment pas d'art de la sculpture, le travail des objets de métal, d'ivoire ou de céramique atteint fréquemment une grande perfection technique. Il faut aussi souligner la présence d'une peinture et d'une enluminure  dans les livres sacrés et profanes.
Les arts de l'Islam ne sont pas proprement religieux : l'Islam est ici considéré comme une civilisation plutôt que comme une religion. Contrairement à une idée reçue, il y existe des représentations humaines, animales et même de Mahomet : celles-ci ne sont bannies que dans les lieux ou ouvrages religieux (mosquées, madrasas, Corans), en dépit de quelques exceptions.
Note : sauf exception, les termes « Iran » et « Syrie » ou « Palestine » désignent le Grand Iran (qui regroupe l'Iran, l'est de l'Irak, l'Ouzbékistan, une partie du Turkménistan, de l'Afghanistan et du Pakistan actuels) et la Grande Syrie (États actuels de Syrie, Palestine, Israël, Liban, ouest de l'Irak — Jezirah —).

## Histoire des arts de l'Islam

### Les débuts (VIIe–IXesiècles)

#### Avant les dynasties
On connaît peu de choses sur l'architecture islamique avant la dynastie des Omeyyades. Le premier et le plus important bâtiment islamique est sans doute la « maison du Prophète » située à Médine. Cette maison, plus ou moins mythique, aurait été le premier lieu où se seraient rassemblés des musulmans pour prier, bien que la religion musulmane considère que la prière peut se faire en n'importe quel endroit.
La maison du Prophète est d'une importance considérable pour l'architecture islamique, en ce sens qu'elle met en place le prototype de la mosquée de plan arabe : une cour avec une salle de prière hypostyle. Ce schéma, adapté à la prière, ne naît pas de rien : le temple de Husa (Yémen, IIe siècle av. J.-C.) ou la synagogue de Doura Europos (rénovée en 245) pourraient en être les inspirateurs. Construite en matériaux périssables (bois et pisé), la maison du prophète n'a pas survécu longtemps mais est décrite en détail dans les sources arabes. La grande mosquée de Médine s'élève actuellement à son emplacement supposé.
Les premiers objets islamiques sont très difficiles à distinguer des objets antérieurs, sassanides et byzantins, ou déjà omeyyades. En effet, l'islam naît dans des régions où l'art semble avoir été peu abondant mais entouré d'empires remarquables par leur production artistique. C'est pourquoi, dans les premiers temps, les artistes islamiques utilisent les mêmes techniques et les mêmes motifs que leurs voisins. On connaît notamment une abondante production de céramique non glaçurée, comme en témoigne un célèbre petit bol conservé au musée du Louvre dont l'inscription assure sa datation dans la période islamique. Ce bol provient d'un des seuls sites archéologiques qui permet de suivre le passage entre monde préislamique et islamique : celui de Suse en Iran.

#### L'art omeyyade

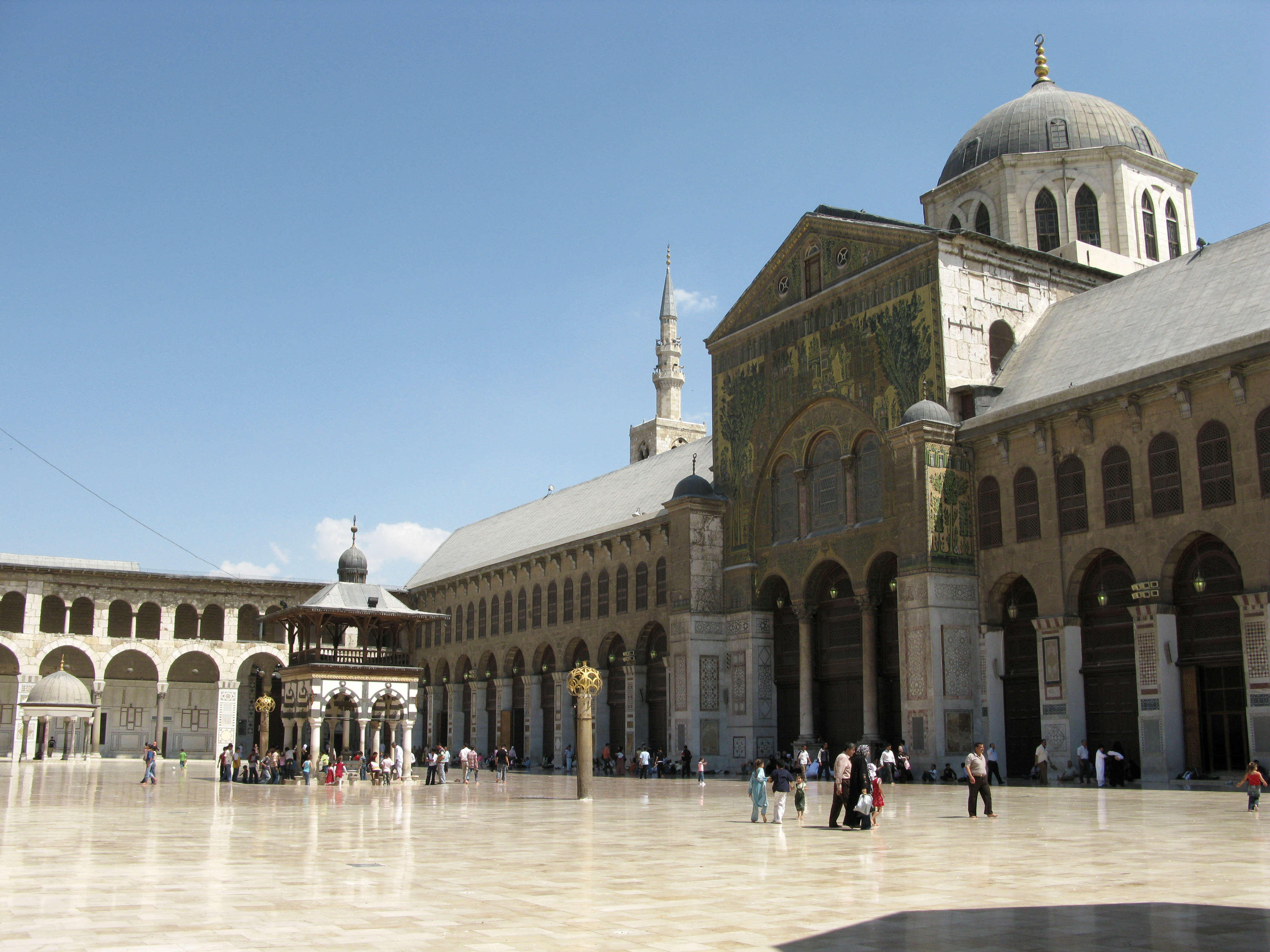
Grande mosquée des Omeyyades à Damas.

Période historique : Califat des Omeyyades de Damas
Monuments et œuvres majeurs : Dôme du Rocher, Grande Mosquée des Omeyyades
Sous les Omeyyades, l'architecture religieuse et civile se développe avec la mise en place de nouveaux concepts et de nouveaux plans. Ainsi, le plan arabe, à cour et salle de prière hypostyle, devient véritablement un plan-type à partir de la construction, à l'emplacement le plus sacré de la cité de Damas — sur l'ancien temple de Jupiter et à la place de la basilique Saint-Jean-Baptiste — de la Grande Mosquée des Omeyyades. Ce bâtiment majeur servira de repère aux bâtisseurs (et aux historiens de l'art) pour la naissance du plan arabe. Néanmoins, les récents travaux de Myriam Rosen-Ayalon semblent indiquer que le plan arabe est né un peu avant, avec le premier état en dur de la mosquée al-Aqsa à Jérusalem.
La coupole du Rocher à Jérusalem est sans conteste l'un des bâtiments les plus importants de toute l'architecture islamique, marqué par une forte influence byzantine (mosaïque à fond d'or, plan centré qui rappelle celui du Saint-Sépulcre) mais comportant déjà des éléments purement islamiques comme la grande frise d'inscription. Son modèle n'a pourtant pas essaimé, et celui qu'Oleg Grabar considère comme « le premier monument qui se voulût une création esthétique majeure de l'Islam » est resté sans postérité.
Les châteaux du désert de Palestine nous offrent quant à eux de nombreux renseignements sur l'architecture civile et militaire, quoique leur fonction exacte soit soumise à caution : caravansérails, lieux de villégiature, résidences fortifiées, palais à visées politiques, permettant la rencontre entre le calife et les tribus nomades ? Les spécialistes ont du mal à trancher, et il semble d'ailleurs que leur usage ait varié selon le site. Anjar était ainsi une ville entière, qui nous informe sur un type d'urbanisme encore très proche de la Rome antique, avec cardo et decumanus, comme Ramla.
Outre l'architecture, les artisans travaillent une céramique, souvent non glaçurée, parfois à glaçure monochrome transparente verte ou jaune, ainsi que le métal. Il reste très délicat de différencier ces objets de ceux de la période préislamique, les artisans réutilisant des éléments occidentaux (rinceaux végétaux, feuilles d'acanthe, etc.) et sassanides (motifs d'ailes qui reprennent celles des casques).
Dans l'architecture comme dans les arts mobiliers, les artistes et artisans omeyyades n'inventent pas un vocabulaire nouveau mais réutilisent volontiers celui de l'Antiquité tardive méditerranéenne et iranienne, qu'ils adaptent à leur conception artistique en remplaçant par exemple dans la grande mosquée de Damas les éléments figuratifs des mosaïques byzantines qui servent de modèles par des arbres et des villes. Les « châteaux du désert » comme le Qusayr Amra, témoignent particulièrement de ces emprunts. En mélangeant les traditions et en réadaptant motifs et éléments d'architecture, ils créent peu à peu un art typiquement musulman palpable notamment dans l'esthétique de l'arabesque, présente aussi bien sur les monuments que les objets ou dans les Corans enluminés.

#### L'art abbasside

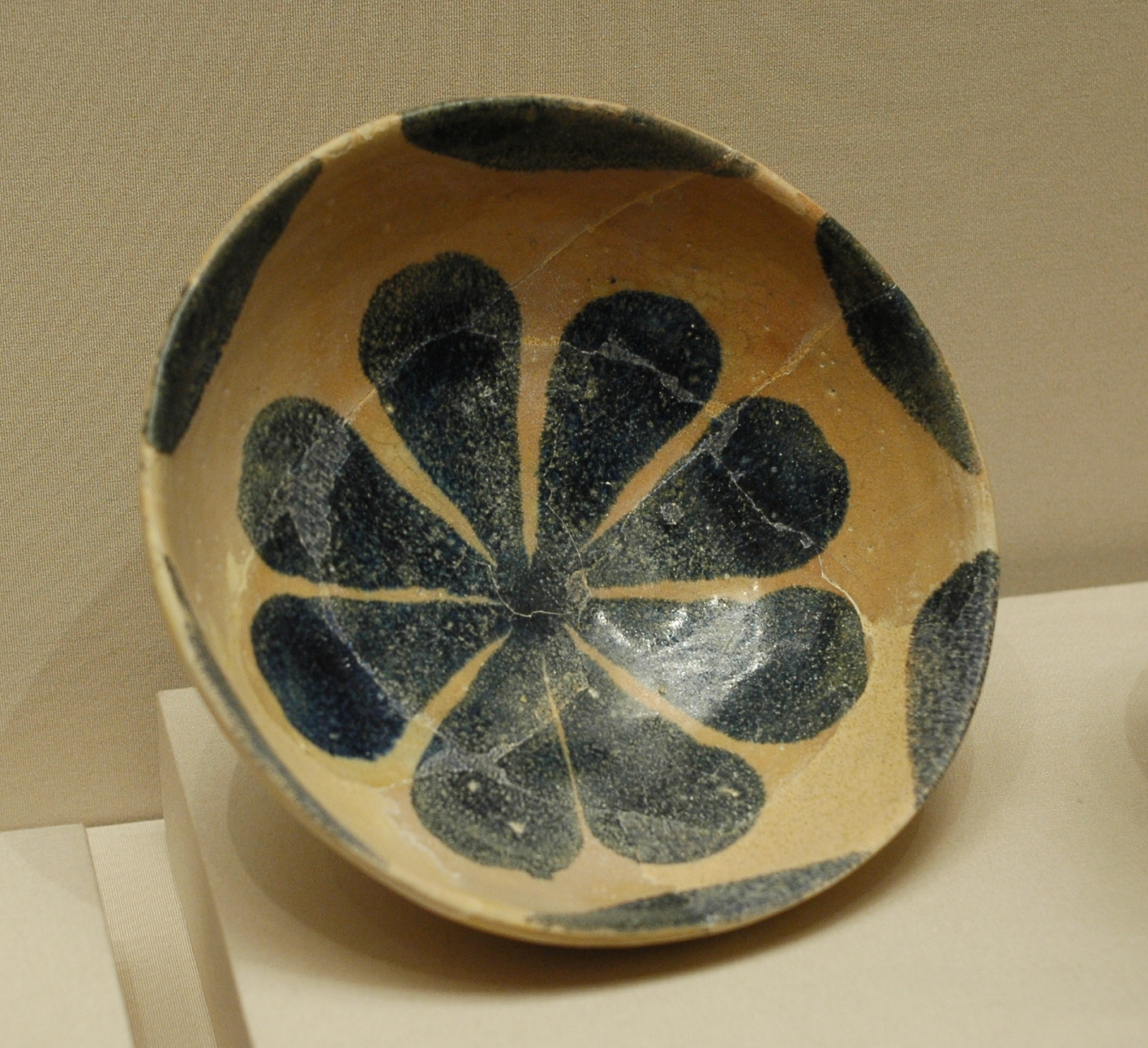
Coupe à la rosace,, Iran.

Période historique : Califat des Abbassides
Avec le déplacement des centres de pouvoir vers l'est, deux villes qui servent successivement de capitales entrent sur le devant de la scène : Bagdad et Samarra en Irak. La ville de Bagdad n'a pu être fouillée, car elle est recouverte par les maisons contemporaines. On la connaît par plusieurs sources, qui la décrivent comme une ville ronde, au centre de laquelle s'élèvent grande mosquée et palais. Samarra, quant à elle, a fait l'objet de plusieurs campagnes de fouilles, en particulier par Ernst Herzfeld et plus récemment, Alastair Northedge. Créée quasiment ex nihilo par al-Mutasim en 836, elle s'étend sur une trentaine de kilomètres, et comporte à la fois de nombreux palais, deux grandes mosquées et des casernements. Abandonnée définitivement à la mort d'al-Mutamid en 892, elle offre un jalon chronologique fiable.
Samarra a fourni un grand nombre de mobiliers, en particulier des stucs qui servaient de décor architectural, et dont les motifs permettent plus ou moins la datation des bâtiments et se retrouvent dans l'art mobilier depuis l'Égypte tulunide jusqu'en Iran, notamment dans le bois.

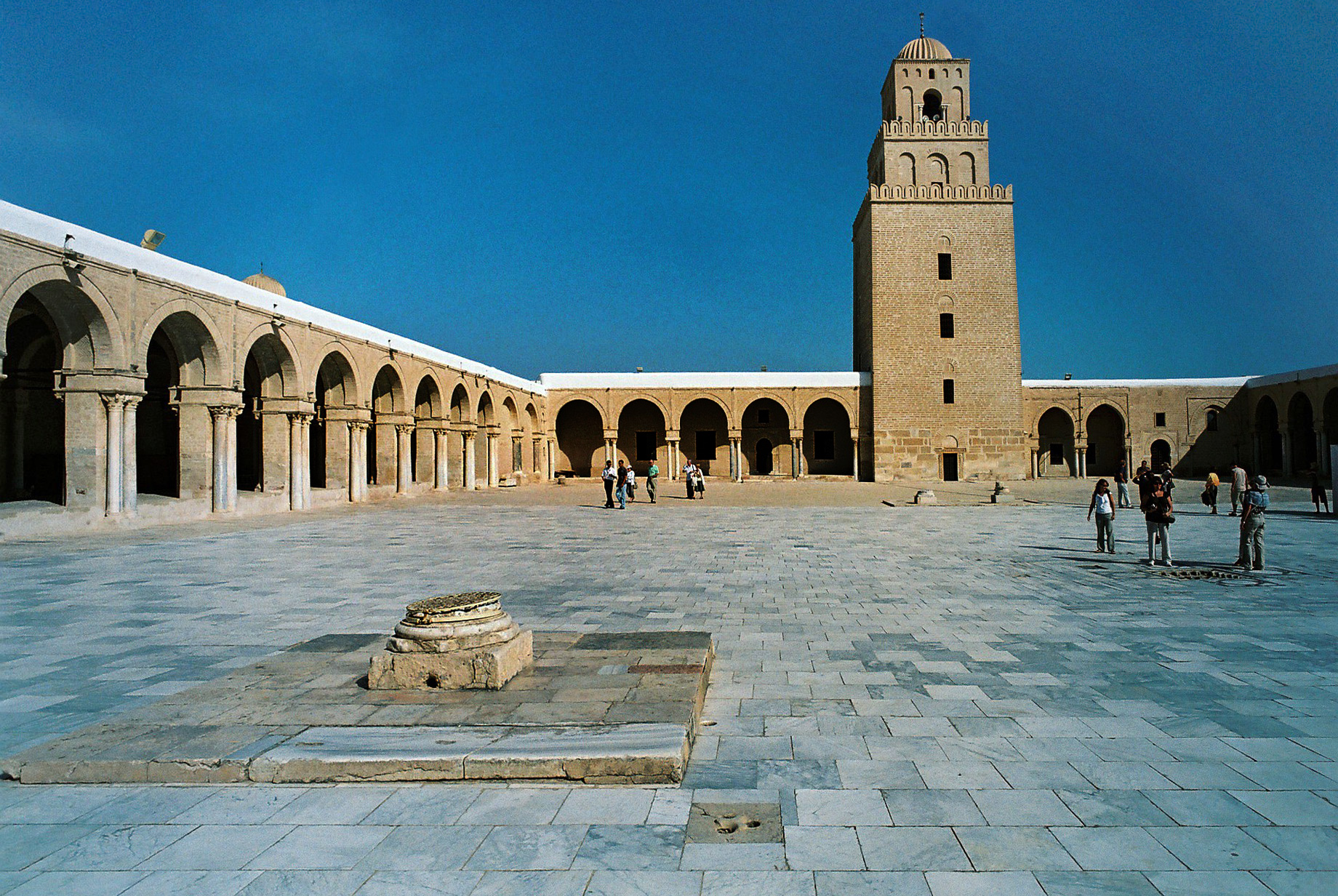
Grande mosquée de Kairouan, architecture et décoration du IXe siècle, Kairouan, Tunisie.

L'art de la céramique connaît quant à lui deux innovations majeures : l'invention de la faïence et celle du lustre métallique qui se retrouveront longtemps après la disparition de la dynastie.
 Dans les arts de l'Islam, on nomme « faïence » une céramique à pâte argileuse, couverte d'une glaçure opacifiée à l'oxyde d'étain, et décorée sur glaçure. Les imitations de porcelaines chinoises se multiplient alors, grâce à de l'oxyde de cobalt, utilisé dès le VIIIe siècle à Suse et qui permet des décors bleus et blancs. Le répertoire de motifs reste assez restreint : motifs végétaux, épigraphie.
Le lustre métallique, quant à lui, serait né au IXe siècle, peut-être par transposition en céramique d'un produit déjà existant dans le verre. La chronologie de cette invention, et des premiers siècles, est très délicate et donne lieu à de multiples controverses. Les premiers lustres seraient polychromes, totalement anicôniques, puis deviendraient figuratives et monochromes à partir du Xe siècle, si l'on en croit l'opinion la plus couramment admise, qui se base en partie sur le mihrab de la mosquée de kairouan.
Du verre, transparent ou opaque, est également produit, décoré par soufflage dans un moule, ou ajouts d'éléments. On connaît plusieurs exemples de verres taillés, dont le plus célèbre est sans doute le bol aux lièvres, conservé au trésor de Saint-Marc de Venise, et des décors architecturaux dans ce matériau ont été mis au jour à Samarra.

### La période médiévale (IXe–XVesiècle)
Dès le IXe siècle, le pouvoir abbasside est contesté dans les provinces les plus reculées du centre irakien. C'est la création d'un califat chiite rival, celui des Fatimides, suivi de celui des Omeyyades d'Espagne qui donne corps à cette opposition tandis que de petites dynasties de gouverneurs autonomes voient le jour en Iran.

#### Espagne et Maghreb

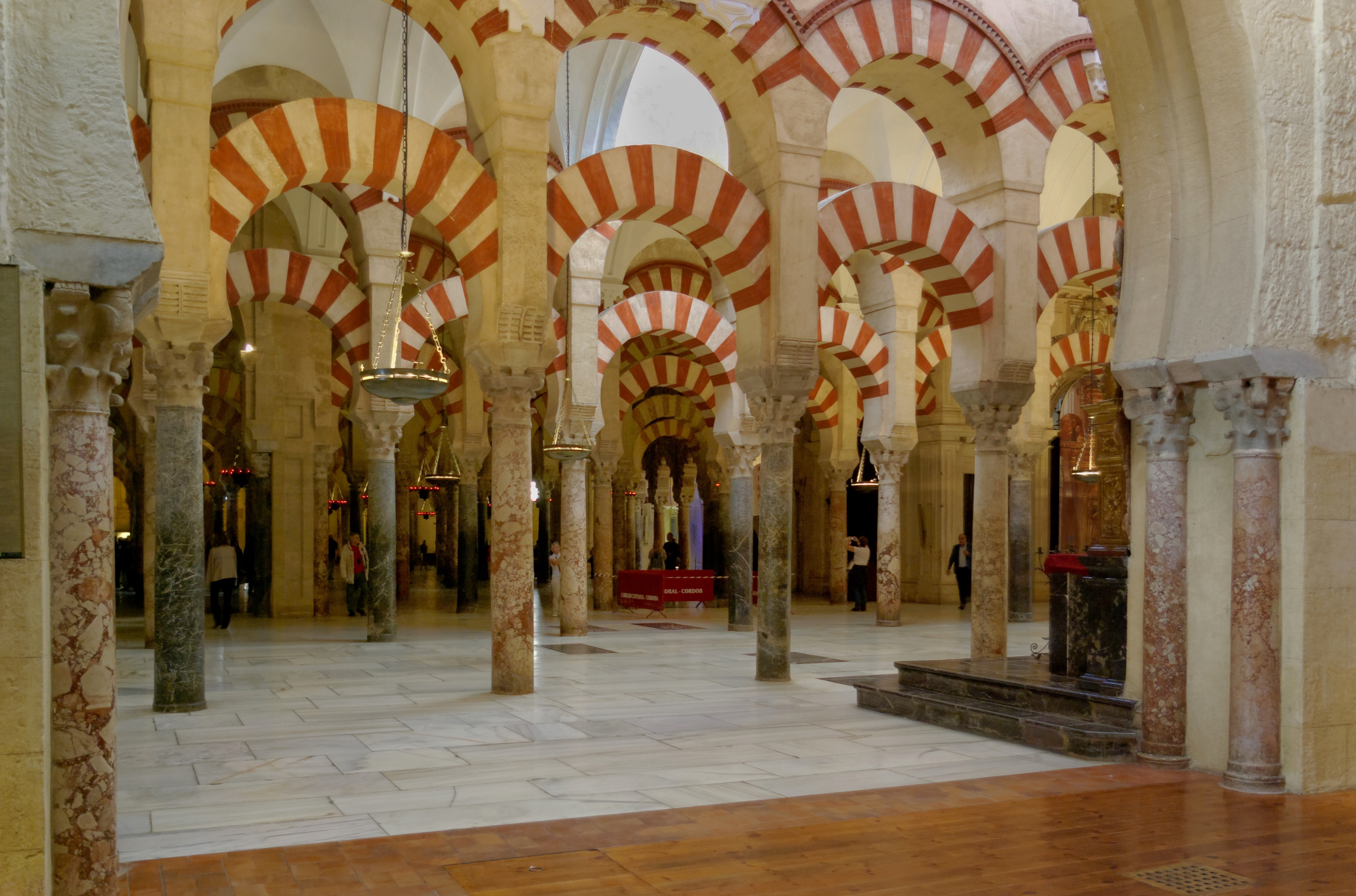
Grande mosquée de Cordoue, salle de prière.

Articles détaillés : Art des Omeyyades d'Espagne, Art almoravide et almohade, Art nasride, Art hafside, zianide et mérinide
Périodes historiques : Califat de Cordoue, Époque des taïfas, Sultanats des Almoravides et des Almohades, Hafsides, Zianides, Nasrides et Mérinides
Monuments et œuvres majeurs : Grande mosquée de Cordoue, mosquée Koutoubia, Alhambra
La première dynastie qui s'installe en Espagne (ou al-Andalus) est celle des Omeyyades d'Espagne. Comme son nom l'indique, cette lignée descend de celle des grands Omeyyades de Syrie, décimée au IXe siècle. Elle est remplacée après sa chute par différents royaumes autonomes, les Reyes de Taifas (1031–1091) mais la production artistique à cette période ne diffère pas fondamentalement après ce changement politique. À la fin du XIe siècle, deux tribus berbères prennent successivement la tête du Maghreb et de l'Espagne, alors en pleine Reconquista : les Almoravides et les Almohades qui apportent des influences maghrébines dans l'art. Cependant, peu à peu conquise par les rois chrétiens, l'Espagne islamique finit, au XIVe siècle, par se réduire à la ville de Grenade avec la dynastie Nasride (1238) qui parvient à se maintenir jusqu'en 1492.

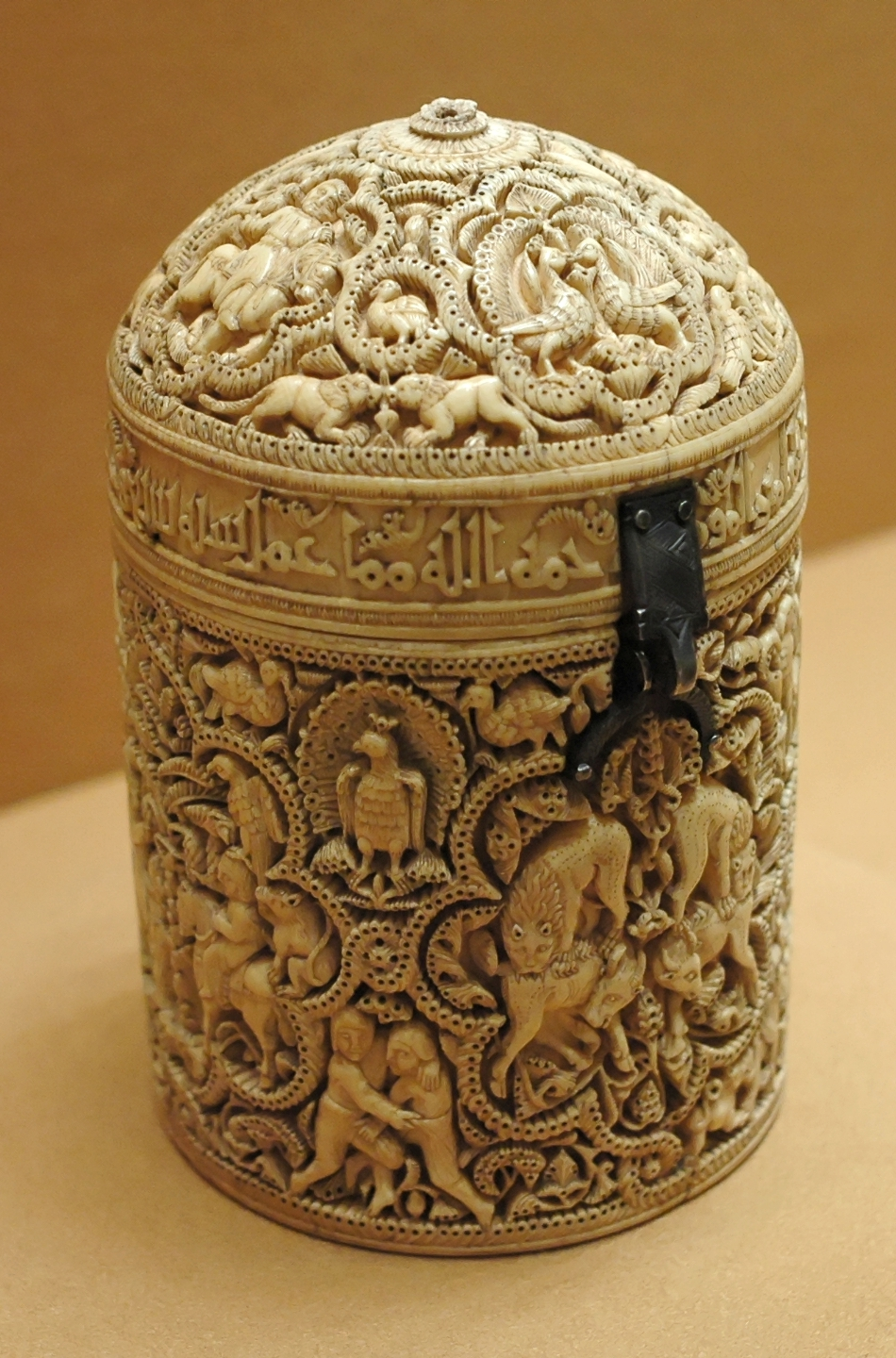
Pyxide d'al-Mughira, 968, ivoire, musée du Louvre.

Au Maghreb, ce sont les Hafsides (1230), les Zianides (1235) et les Mérinides (1258) qui reprennent le flambeau almohade. Les Mérinides, depuis leur capitale de Fès, participent à de nombreuses expéditions militaires tant en Espagne qu'en Algérie avec des succès mitigés face aux Zianides et en Tunisie dont ils ne peuvent pourtant déloger les Hafsides, une dynastie solidement implantée. Les Zianides eurent des échanges intenses avec l'Émirat de Grenade, ils signeront ainsi des alliances contre la Couronne d'Aragon et les Mérinides. Les Mérinides voient leur pouvoir décroître à partir du XVe siècle et sont définitivement remplacés par les Sharifs en 1549. Les Zianides se maintiennent jusqu'en 1554, année durant laquelle ils sont déposés par les Ottomans.  Les Hafsides subissent le même sort  que les Zianides et ils sont déposés par les nouveaux maitres d'Alger en 1574.
L’al-Andalus est un lieu de grande culture à la période médiévale. Outre de grandes universités comme celle d'Averroès qui permettent la diffusion de philosophies et de sciences inconnues du monde occidental, ce territoire est également très foisonnant pour l'art. On pense, en architecture, à la grande mosquée de Cordoue mais elle ne doit pas occulter d'autres réalisations comme le Bab Mardum de Tolède ou la ville califale de Madinat al-Zahra. À l'autre extrémité de la période, on trouve notamment les palais de l'Alhambra à Grenade. Plusieurs traits caractérisent l'architecture espagnole, dont les formes d'arcs : ceux en plein cintre dérivent de modèles wisigothiques voire romains, mais les polylobés, également très usités, semblent plus typiques de la période islamique. Le traitement du mihrab comme une petite pièce est également un trait assez caractéristique de l'Espagne.

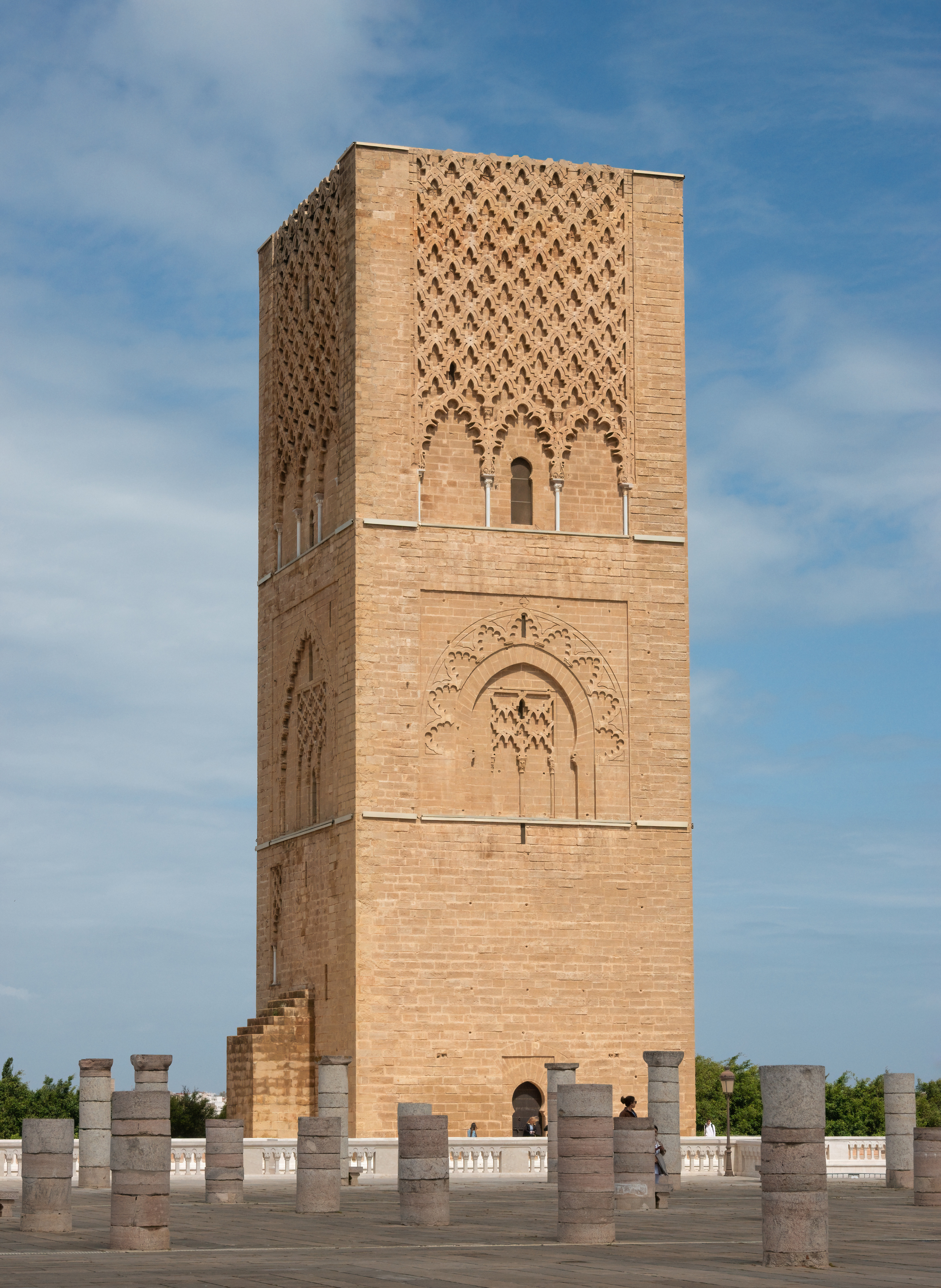
Tour Hassan, Rabat, Maroc.

Parmi les techniques qui sont alors employées pour la confection des objets, l'ivoire est très utilisé pour la confection de boîtes et de coffrets. La pyxide d'al-Mughira en est un chef-d'œuvre, qui présente de nombreuses scènes figurées à l'iconographie délicate à interpréter.
De grandes rondes-bosses, habituellement plutôt rares en terre d'Islam, voient également le jour. En métal, elles servent d'aquamaniles ou de bouches de fontaines ; en pierre, elles soutiennent par exemple la fontaine aux lions de l'Alhambra.
Les tissus, soieries notamment, sont en grande partie exportés ; on en retrouve beaucoup dans les trésors d'églises occidentaux, enveloppant les ossements des saints personnages. En céramique, les « techniques traditionnelles » sont maîtrisées, en particulier le lustre métallique, utilisé sur des carreaux, ou dans la série des vases de l'Alhambra. À partir du règne des dynasties maghrébines, on note aussi un goût pour le travail du bois, sculpté et peint : le minbar de la Mosquée Koutoubia à Marrakech, daté de 1137, en est l'un des meilleurs exemples.

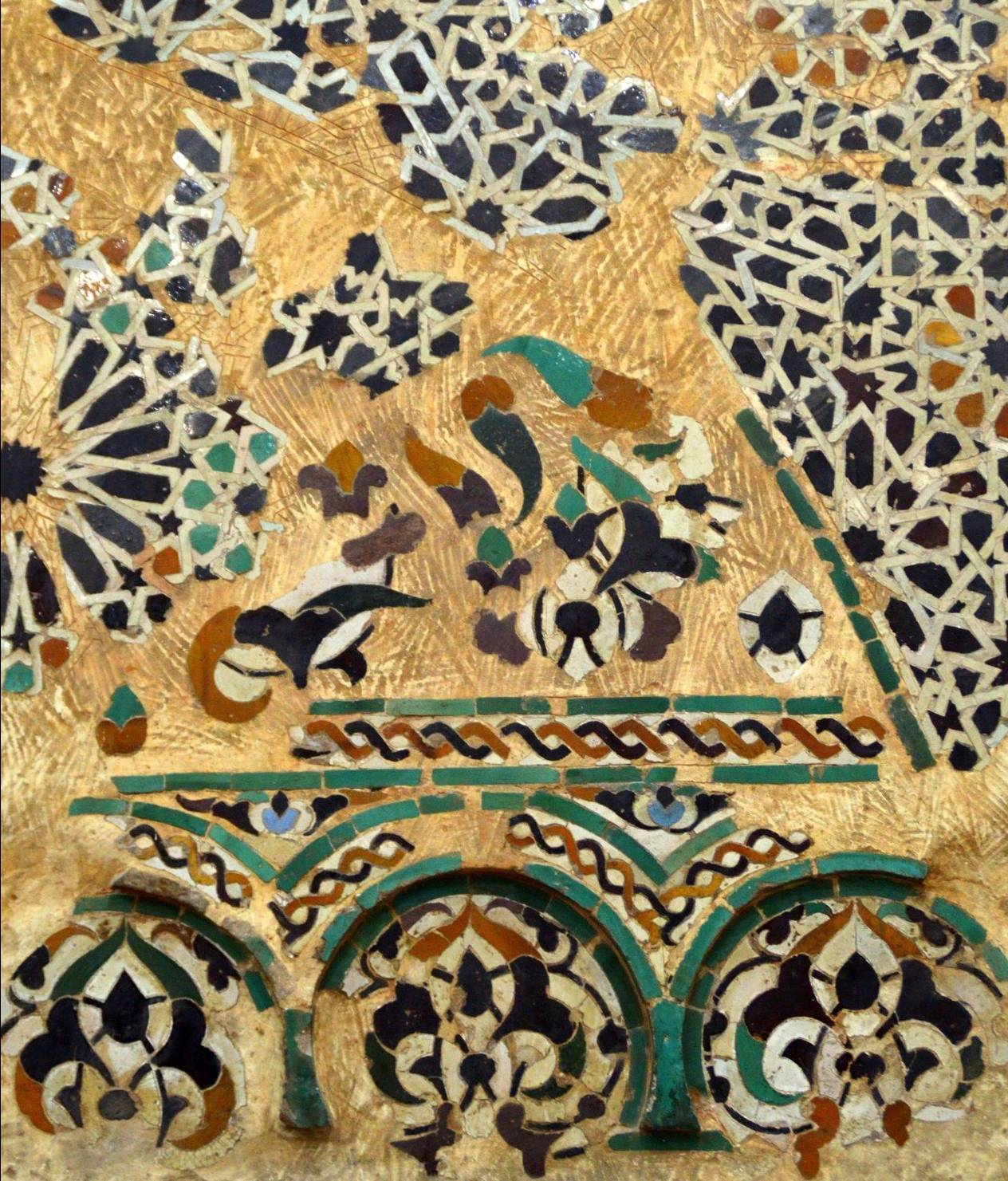
Zellige de la médersa Tachfinia édifiée au XIV exposé au Musée national des antiquités et des arts islamiques, Alger, Algérie.

L'architecture d'Afrique du Nord est assez méconnue par manque de recherches depuis la décolonisation. Les dynasties almoravide et almohade, qui importent des nouveautés en Espagne, se caractérisent par une recherche d'austérité qui transparaît par exemple dans des mosquées aux murs nus. Les dynasties mérinide, zianide et hafside parrainent une architecture importante mais très méconnue et un remarquable travail sur le bois peint, sculpté et incrusté.

#### Égypte et Syrie

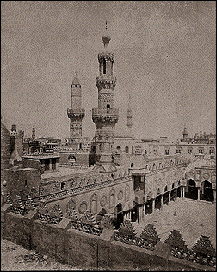
Mosquée d'al-Azhar, cour.

Articles détaillés : Art fatimide, Art d'Égypte et de Syrie des Fatimides aux Mamelouks, Art mamelouk et Architecture mamelouke
Périodes historiques : Califat des Fatimides à Kairouan et au Caire, Ayyoubides, sultanat mamelouk
Monuments et œuvres majeurs : Aiguière aux oiseaux, Baptistère de Saint Louis
Régnant en Égypte entre 909 et 1171, la dynastie fatimide est l'une des rares dynasties chiites du monde islamique. Née en Ifriqiya en 909, elle arrive en Égypte en 969, où elle fonde la ville califale du Caire, au nord de Fustat, qui reste un grand centre économique. La dynastie donne naissance à une importante architecture religieuse et profane, dont subsiste notamment les mosquées al-Azhar et al-Hakim, ainsi que les murailles du Caire réalisée par le vizir Badr al-Jamali. Elle est aussi à l'origine d'une riche production d'objets d'art dans les matériaux les plus divers : bois, ivoire, céramique lustrée et peinte sous glaçure, orfèvrerie, métaux incrustés, verres opaques, et surtout, cristal de roche. De nombreux artisans sont alors des chrétiens, coptes, comme en témoignent les nombreuses œuvres à iconographie chrétienne. Ceux-ci constituent d'ailleurs la majorité religieuse sous le règne particulièrement tolérant des Fatimides. L'art se caractérise par une iconographie riche, qui exploite beaucoup la figure humaine et animale, dans des représentations animées, qui ont tendance à se libérer des éléments purement décoratifs, comme les ocelles dans la céramique lustrée. Il s'enrichit, tant techniquement que stylistiquement, par ses contacts commerciaux avec les cultures du bassin méditerranéen, et en particulier Byzance. La dynastie Fatimide est par ailleurs l'une des seules qui donne lieu à une sculpture en ronde bosse, souvent en bronze.
Au même moment, en Syrie, les atabegs, c’est-à-dire les gouverneurs arabes des princes seldjoukides, s'arrogent le pouvoir. Très indépendants, ils jouent sur les inimitiés entre les princes turcs et supportent en grande partie l'installation des croisés francs. En 1171, Saladin s'empare de l'Égypte fatimide, mettant sur le trône égyptien une éphémère dynastie ayyoubide. Cette période n'est pas très faste pour l'architecture, ce qui n'empêche pas la réfection et l'amélioration des défenses de la ville du Caire. La production d'objets de valeur ne s'interrompt pas pour autant. La céramique lustrée ou peinte sous glaçure, et le métal incrusté de grande qualité continuent à être produits et le verre émaillé fait son apparition dès le dernier quart du XIIe siècle, dans une série de gobelets et de bouteilles notamment.

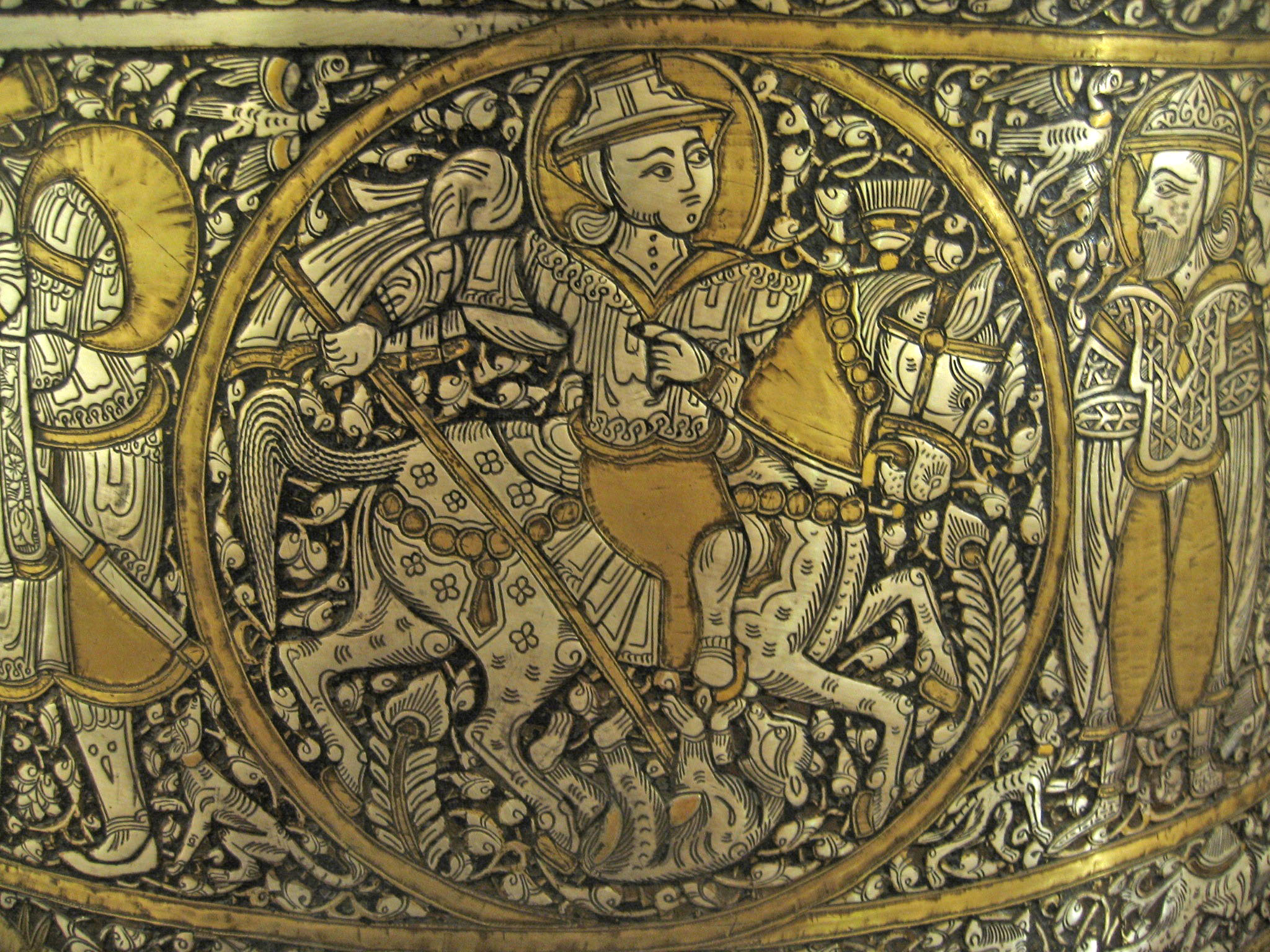
Baptistère de Saint Louis, art mamelouk, début XIVe siècle.

Les Mamelouks prennent le pouvoir aux Ayyoubides d'Égypte en 1250 et parviennent en 1261 à s'imposer en Syrie, en battant les Mongols. Il ne s'agit pas à proprement parler d'une dynastie, étant donné que les souverains ne règnent pas de père en fils : en effet, les Mamelouks sont des esclaves turcs affranchis qui se passent (en théorie) le pouvoir entre camarades d'affranchissement. Ce gouvernement paradoxal perdurera près de trois siècles, jusqu'en 1517, et donnera lieu à une architecture de pierre foisonnante, composée de grands complexes sultaniens ou émiraux, en particulier au Caire. La décoration est en général réalisée par des incrustations de pierres de différentes couleurs, selon la technique de l'ablaq, ainsi que par un important travail sur le bois, marqueté en motifs géométriques rayonnants. Le mécénat se porte aussi sur le verre émaillé et, surtout, le métal incrusté : c'est de cette période que date le baptistère de Saint Louis, l'un des objets islamiques les plus célèbres, signé du dinandier Muhammad ibn al-Zayn.

#### Iran et Asie Centrale

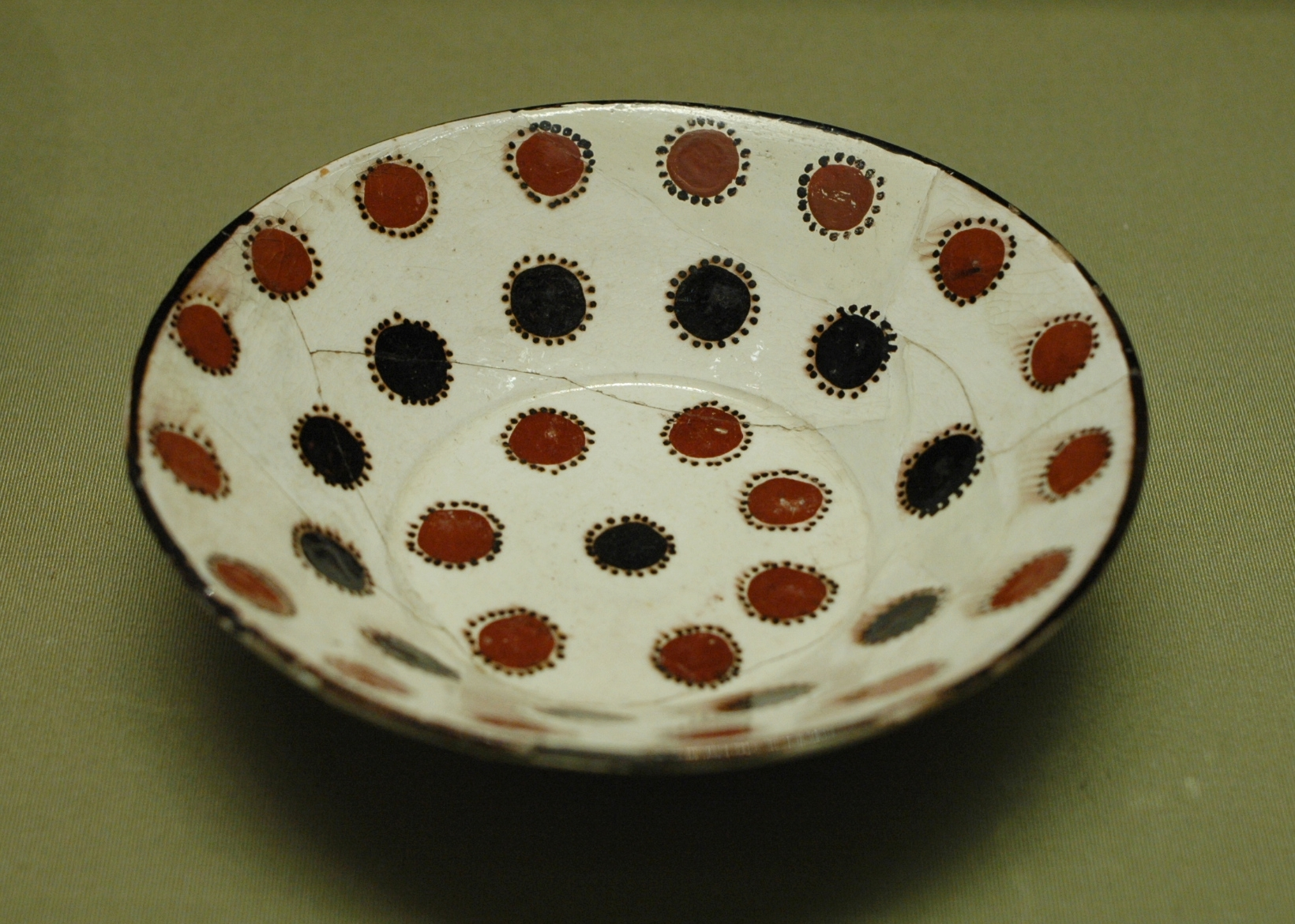
Coupe à décor d'engobe sur engobe sous glaçure, –XIIIe siècles, musée du Louvre.

En Iran et dans le Nord de l'Inde, ce sont les Tahirides, les Samanides, les Ghaznavides et les Ghurides qui se disputent le pouvoir au Xe siècle. L'art est alors un moyen essentiel pour s'affirmer face à son voisin. De grandes villes sont créées comme Nichapur ou Ghazna et la version actuelle de la grande mosquée d'Ispahan voit le jour. L'architecture funéraire se développe tandis que les potiers créent des pièces très différentes les unes des autres avec des décors kaléidoscopiques sur fond jaune, des décors jaspés, c'est-à-dire constitués de coulures de glaçures colorées, ou encore d'engobe sur engobe sous glaçure.
Nomades d'origine turque (c'est-à-dire d'Asie centrale, anciennement Turkestan), les Seldjoukides déferlent sur le monde islamique vers la fin du Xe siècle. Ils s'emparent de Bagdad en 1048 et s'éteignent en 1194 en Iran, bien que la production d'objet éponymes date de la fin XIIe et du début du XIIIe siècle et ait donc été réalisée pour des souverains indépendants, plus petits. C'est sous les Seldjoukides qu'apparaît pour la première fois le plan iranien. La technique du haftrang en céramique sur des pâtes siliceuses et les incrustations de métaux précieux dans les objets en bronze sont également remis à la mode par des artisans de cette période.
Au XIIIe, une nouvelle vague d'envahisseurs venant d'Asie centrale s'abat sur le monde islamique, remontant jusqu'aux portes de Vienne : ce sont les Mongols sous la direction de leur chef Gengis Khan. À la mort de celui-ci, son empire est divisé entre ses fils et plusieurs branches se créent : en Chine la dynastie des Yuan, en Iran celle des Houlagides ou Il-khanides tandis qu'au nord de l'Iran se trouvent les nomades de la Horde d'or.

##### LesIl-khanides

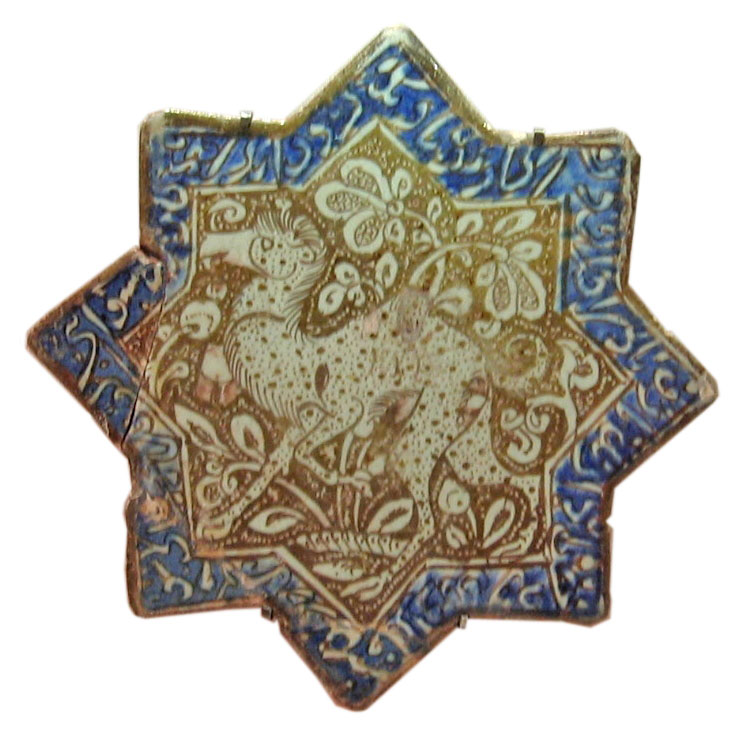
Carreau lustré au chameau, Iran, XIVe siècle, Louvre.

Sous ces « petits khans » à l'origine soumis à l'empereur Yuan mais rapidement indépendants, une riche civilisation se développe. L'activité architecturale s'intensifie au fur et à mesure que les Mongols se sédentarisent et reste plus ou moins marquée par les traditions des nomades, ce que prouve l'orientation nord-sud des bâtiments. On note toutefois une importante persianisation et la reprise de types déjà établis comme le plan iranien. Le tombeau d'Oldjaïtou à Soltaniyeh est un des monuments les plus grands et les plus impressionnants de l'Iran mais de nombreuses destructions sont malheureusement à déplorer. C'est aussi sous cette dynastie que naît l'art du livre persan à travers de grands manuscrits comme les Jami al-tawarikh commandés par le vizir Rashid al-Din. De nouvelles techniques apparaissent en céramique, notamment celle du lajvardina, et on note des influences chinoises dans tous les arts.

##### LaHorde d'Or

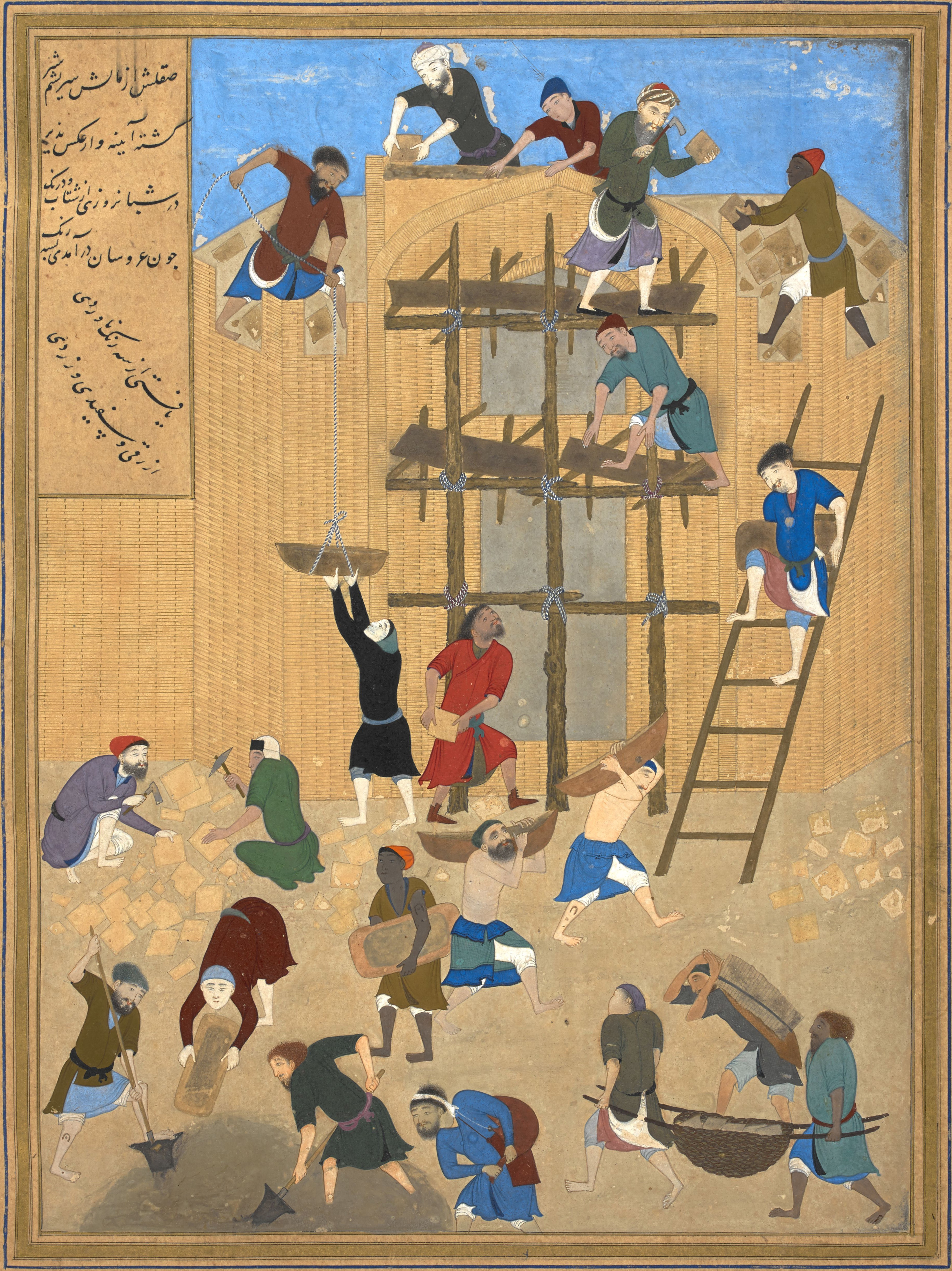
La construction d'un mur, par Behzad.

Articles détaillés : Horde d'or, Art de l'Iran autonome avant les Seljoukides, Art des Saljukides d'Iran, Art de l'Iran mongol, Art timouride.
Périodes historiques : Sultanat seldjoukide, Horde d'or, Empire timuride.
L'art de ces nomades est extrêmement mal connu. Les chercheurs, qui commencent à peine à s'y intéresser, ont découvert qu'il existait un urbanisme et une architecture dans ces régions. Une importante orfèvrerie se développe également dont la plupart des pièces montrent une forte influence chinoise. Conservées au musée de l'Ermitage de Saint-Pétersbourg, elles commencent seulement à être étudiées.
C'est une troisième invasion de nomades, celle des troupes de Tamerlan, qui fonde la troisième grande période médiévale iranienne : celle des Timurides. Le développement au XVe siècle de cette dynastie donnera lieu à l'apogée de l'art du livre persan, notamment avec des peintres comme Behzad, et de nombreux foyers et mécènes. L'architecture et l'urbanisme persans, à travers les monuments de Samarcande en particulier, connaissent également un âge d'or. Les décors de céramique, les voûtes de muqarnas sont particulièrement impressionnants. On note une forte influence de l'art du livre et de la Chine dans tous les autres domaines. C'est en partie la période timuride qui donne sa cohésion à l'art persan permettant plus tard son essor dans le grand empire séfévide.

#### Anatolie
Articles détaillés : Art des Saljukides d'Anatolie, Art turkmène, Art de l'Anatolie turkmène et des premiers Ottomans.
Périodes historiques : Sultanat seldjoukide, Empire ottoman.
Continuant sur leur lancée, les Turcs seldjoukides poursuivirent leurs conquêtes jusqu'en Anatolie. Après la bataille de Manzikert en 1071, ils constituent un sultanat indépendant de celui de leurs cousins iraniens. Leur pouvoir semble s'éteindre dès 1243 après les invasions mongoles mais des monnaies sont frappées en leur nom jusqu'en 1304. L'architecture et les objets synthétisent différents styles, tant iraniens que syriens, rendant souvent les attributions délicates. Le bois est un art majeur et on connaît un unique manuscrit illustré datant de cette époque.
Les Turkmènes, qui nomadisent dans la région du lac de Van, sont très mal connus. On leur doit pourtant plusieurs mosquées comme la mosquée bleue de Tabriz et ils auront une influence décisive autant en Anatolie après la chute des Seldjoukides de Rum qu'en Iran, pendant la dynastie Timuride. En effet, à partir du XIIIe siècle, l'Anatolie est dominée par de petites dynasties turkmènes qui s'installent, s'appropriant progressivement le territoire byzantin. Peu à peu, une dynastie émerge : celle des Ottomans, qu'on appelle « premiers Ottomans » avant 1453. Le mécénat s'exerce alors principalement dans l'architecture où apparaît une recherche sur l'unification de l'espace par l'emploi de coupoles. En céramique aussi sont posés les jalons de ce qui deviendra l'art ottoman proprement dit avec la « céramique de Milet » et les premiers bleu-et-blancs anatoliens.

#### Inde

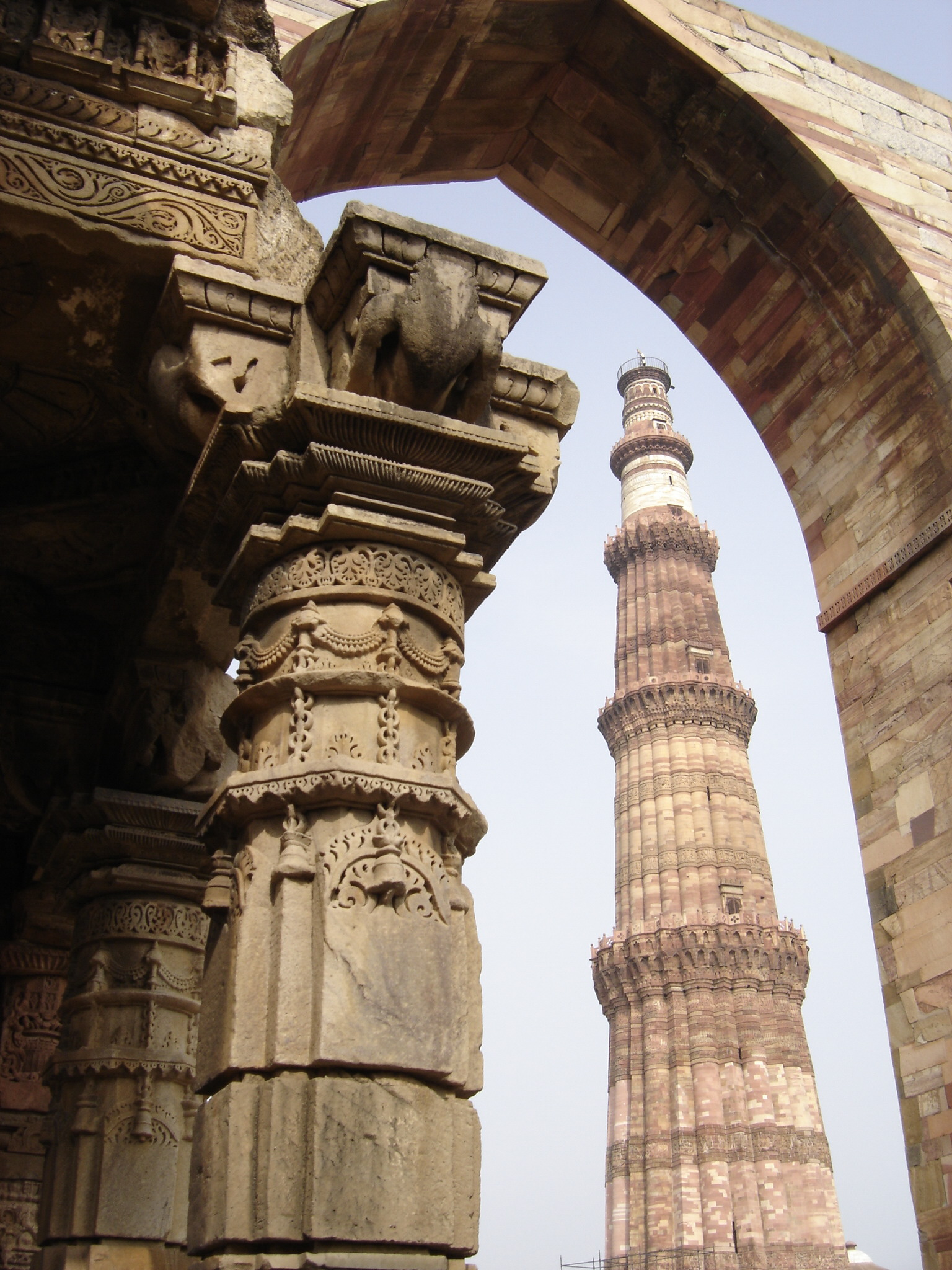
Mosquée Quwwat al-Islam, Delhi.

Période historique : Sultanat de Delhi.
L'Inde, conquise par les Ghaznévides et les Ghurides au IXe siècle, ne devient autonome qu'à partir de 1206 lorsque les Muizzî, ou rois-esclaves, prennent le pouvoir, marquant la naissance du sultanat de Delhi. Plus tard, d'autres sultanats concurrents voient le jour au Bengale, au Cachemire, au Gujarat, à Jawnpur, au Mâlvâ et dans le Nord du Deccan (Bahmanides). Ils s'éloignent peu à peu des traditions persanes, donnant naissance à une architecture et un urbanisme originaux teintés de syncrétisme avec l'art hindou. La production d'objets n'est quasiment pas étudiée à l'heure actuelle mais on connaît un important art du livre. La période des sultanats s'achève avec l'arrivée des Moghols qui s'emparent peu à peu de toute la région.

### Lestrois empires(XVe–XIXesiècles)

#### Ottomans
Période historique : Empire ottoman.
L'empire ottoman, né au XIVe siècle, se poursuivra jusqu'au lendemain de la Première Guerre mondiale. Très étendu dans le temps et dans l'espace, cet empire possède un art prolifique : à la fois une architecture foisonnante, une production en masse de céramiques (les céramiques d'Iznik notamment), une importante activité joaillière et un art du livre exceptionnel aux multiples influences. De nombreux échanges avec les pays orientaux (Iran, Chine) mais surtout occidentaux, notamment Venise, ont lieu à cette époque.
Le plan ottoman des mosquées est à la fois inspiré du plan de l'église Sainte-Sophie que les musulmans découvrent après la conquête de la ville par Mehmet II et par les recherches antérieures des premiers Ottomans. Il faut signaler en particulier la figure de l'architecte Sinan, qui vécut extrêmement longtemps (environ cent ans), et réalisa plusieurs centaines d'édifices.
Dans l'art du livre, on peut signaler par exemple les deux livres des fêtes créés, l'un à la fin du XVIe siècle, l'autre pour le sultan Murad III, et qui comportent de nombreuses illustrations. Les miniatures sont extrêmement influencées par l'Iran séfévide, connu après la prise de nombreux objets comme butin de guerre au début du XVIe siècle, et par l'arrivée de plusieurs peintres iraniens.
Les Ottomans sont également les premiers à obtenir un rouge vif, dit « rouge d'Iznik », en céramique. L'apparition de cette couleur, très particulière par son relief, intervient vers 1557 comme le prouve une lampe de la mosquée Suleymaniyyé, conservée actuellement au Victoria and Albert Museum de Londres.

#### Moghols

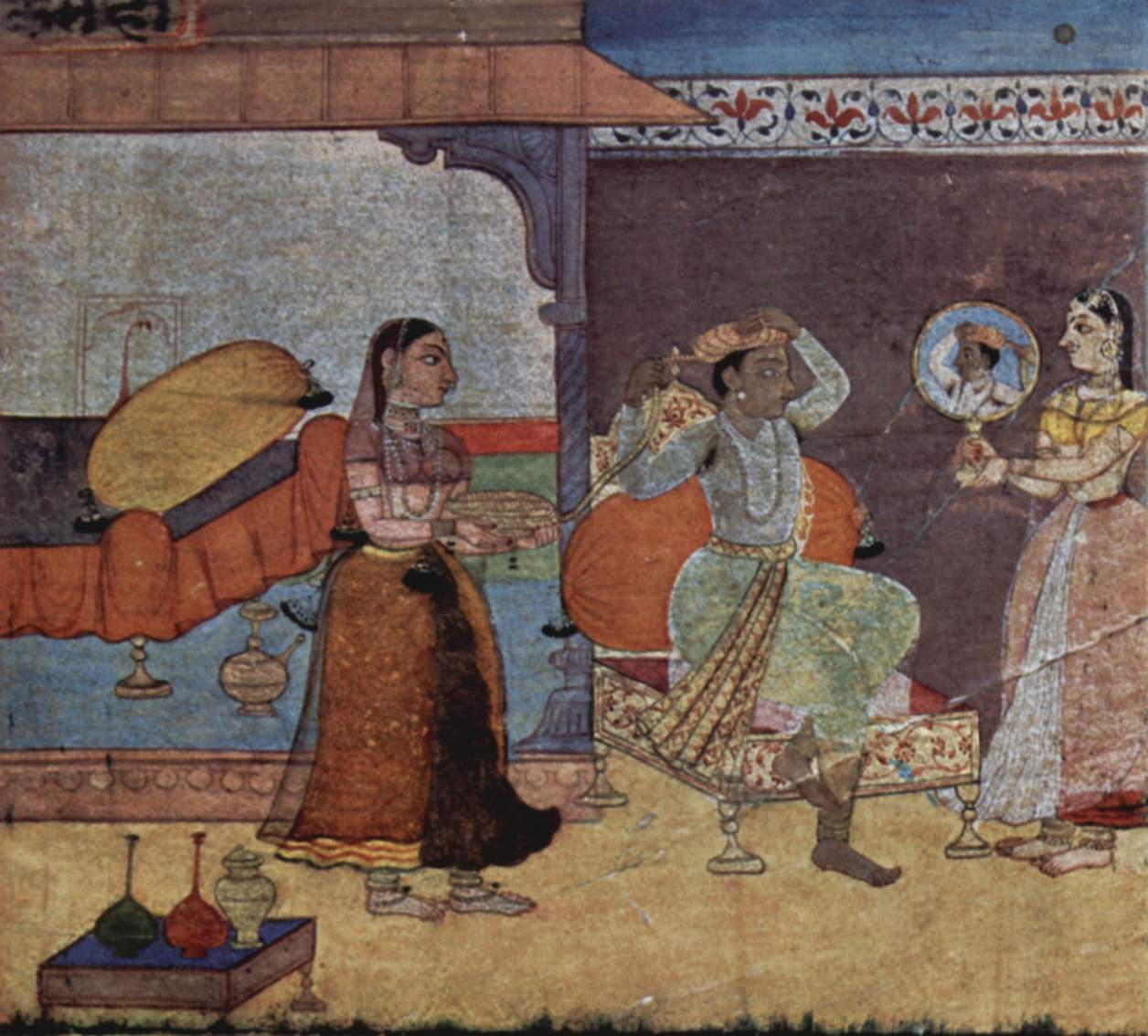
Manuscrit Rasikapriyâ, Inde, v. 1610–1615.

Période historique : Empire moghol.
Les Moghols règnent en Inde entre 1526 et 1858, moment où les Britanniques s'emparent du pays pour en faire un protectorat. L'architecture est mise à l'honneur avec la mise en place définitive du plan moghol pour les mosquées, la création du célèbre Taj Mahal et l'art de la joaillerie et le travail des pierres dures comme le jade. Plusieurs séries de poignards en pierre dure, comme ceux à tête de cheval, sont notamment réalisées. La mise en place de techniques d'orfèvrerie particulières, comme le kundan, permet des incrustations fines, comme les rubis, les émeraudes et les diamants, qui forment en général des motifs floraux.
Sous le règne d'Humayun, un art du livre voit le jour sous la férule d'artistes persans qui reviennent avec lui d'exil. Mais l'on y aperçoit pour la première fois une forte influence occidentale due à utilisation de la perspective et à l'inspiration de gravures européennes. Des traits hindous se retrouvent également, notamment dans les centres provinciaux.
On peut signaler aussi l'invention du bidri, une technique permettant de créer des pièces de métal, boîtes à bétel, « crachoirs », bases de huqqa au fond noir très mat, qui contrastent avec des motifs brillants d'argent et d'or.

#### Séfévides et Kadjars

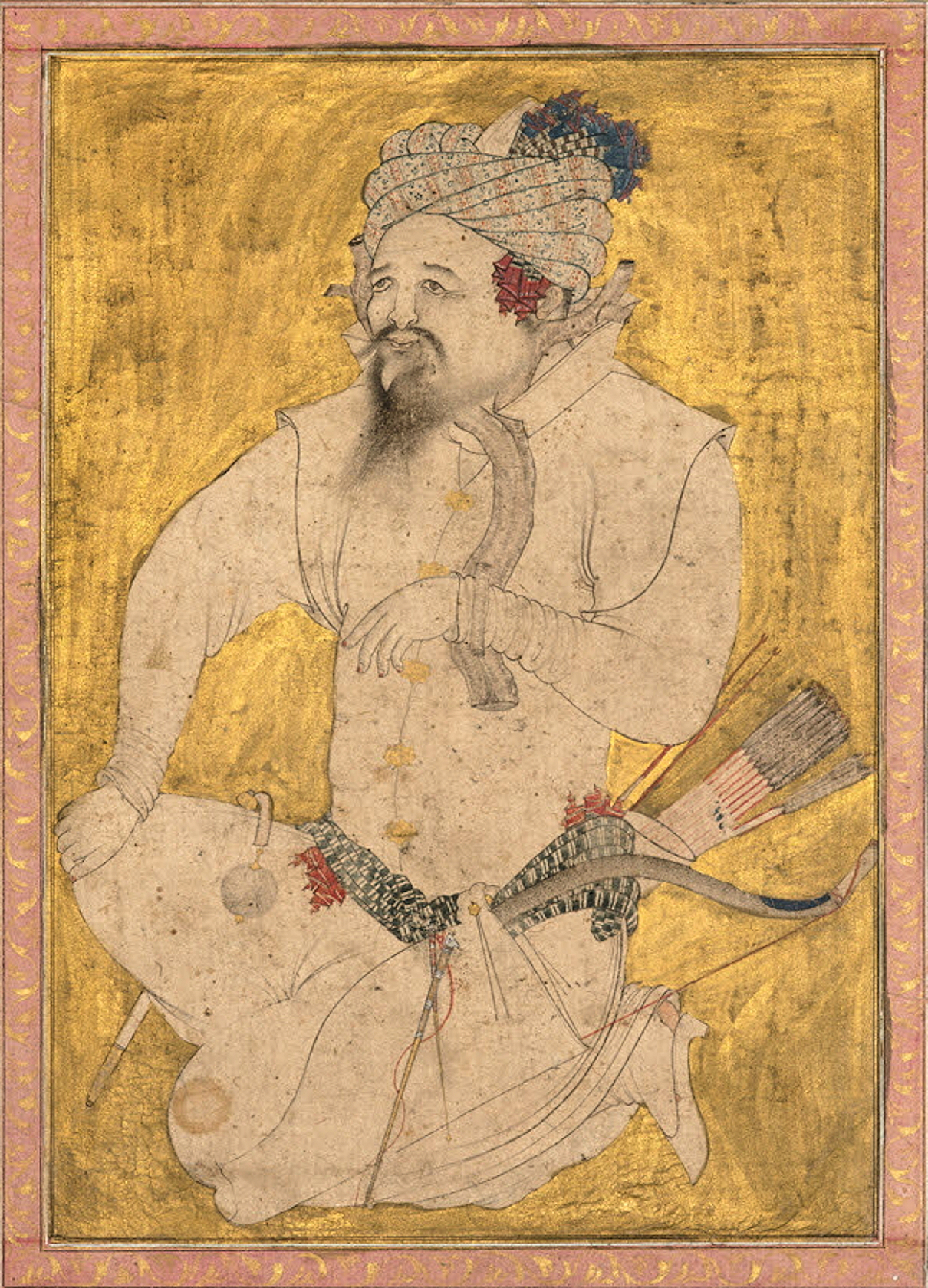
Prisonnier turkmène, Iran, fin XVIe siècle, Louvre.

Articles détaillés : Art safavide et Art kadjar.
Périodes historiques : Séfévides, Dynastie Kadjar
L'Iran, entre les Moghols et les Ottomans, résiste tant bien que mal avec à sa tête une dynastie de Chi'ites Duodécimains qui perdure de 1501 à 1786. L'art séfévide voit peu à peu une évolution forte de la céramique et de l'art du métal qui, dès le milieu du XVIe siècle, n'est plus incrusté de matières précieuses mais de pâtes colorées. Certains spécialistes parlent même de déclin de l'art du métal au XVIe siècle. Les porcelaines chinoises, très appréciées, conduisent à des imitations en bleu et blanc avec des motifs très sinisants qui se développent par ailleurs dans l'art du livre et celui du tapis. Une architecture florissante se met en place et une nouvelle ville à Ispahan est créée par Shah ’Abbas : elle contient de nombreux jardins, des palais de plaisance comme le Ali Qapu, un immense bazar et la grande mosquée du Shah.
L'art du livre atteint des sommets avec en particulier le Grand Shah Nama de Shah Tahmasp, un immense manuscrit contenant plus de 250 peintures. Au XVIIe siècle, un nouveau type de peinture se développe : la peinture d'album (muhaqqa). Il s'agit de feuilles uniques peintes, dessinées ou calligraphiées par différents artistes puis réunies par des amateurs. Riza 'Abbasi est l'un des plus grands représentants de cette forme nouvelle d'art.

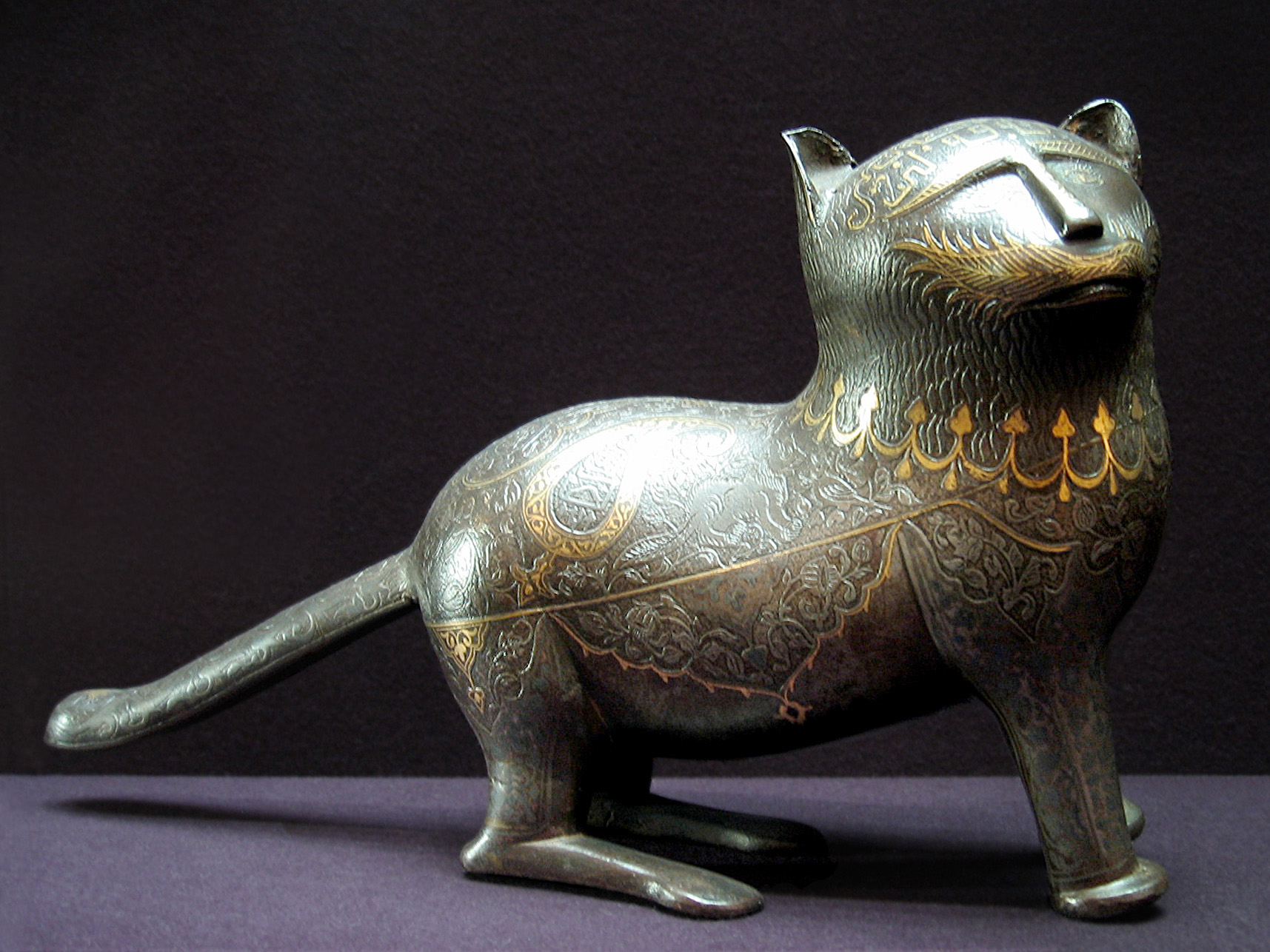
Félin, acier, Iran, XIXe siècle, Louvre.

La chute des Séfévides sous les invasions afghanes mène à un siècle de désordre interrompu par la montée au pouvoir d'une tribu turkmène implantée depuis l'époque mongole sur les rives de la mer Caspienne : les Kadjars. Ils donnent lieu à un art très influencé par l'Occident : les grands portraits peints à l'huile sur toile des shahs kadjars ont peu à voir avec la peinture persane même si certains codes de la miniature s'y retrouvent. Sous leur règne, l'architecture monumentale reprend avec le développement de la ville de Téhéran. De nouvelles techniques comme le travail de l'acier sont mises en œuvre dans l'art.

## Techniques des arts de l'Islam

### L'urbanisme, l'architecture et son décor

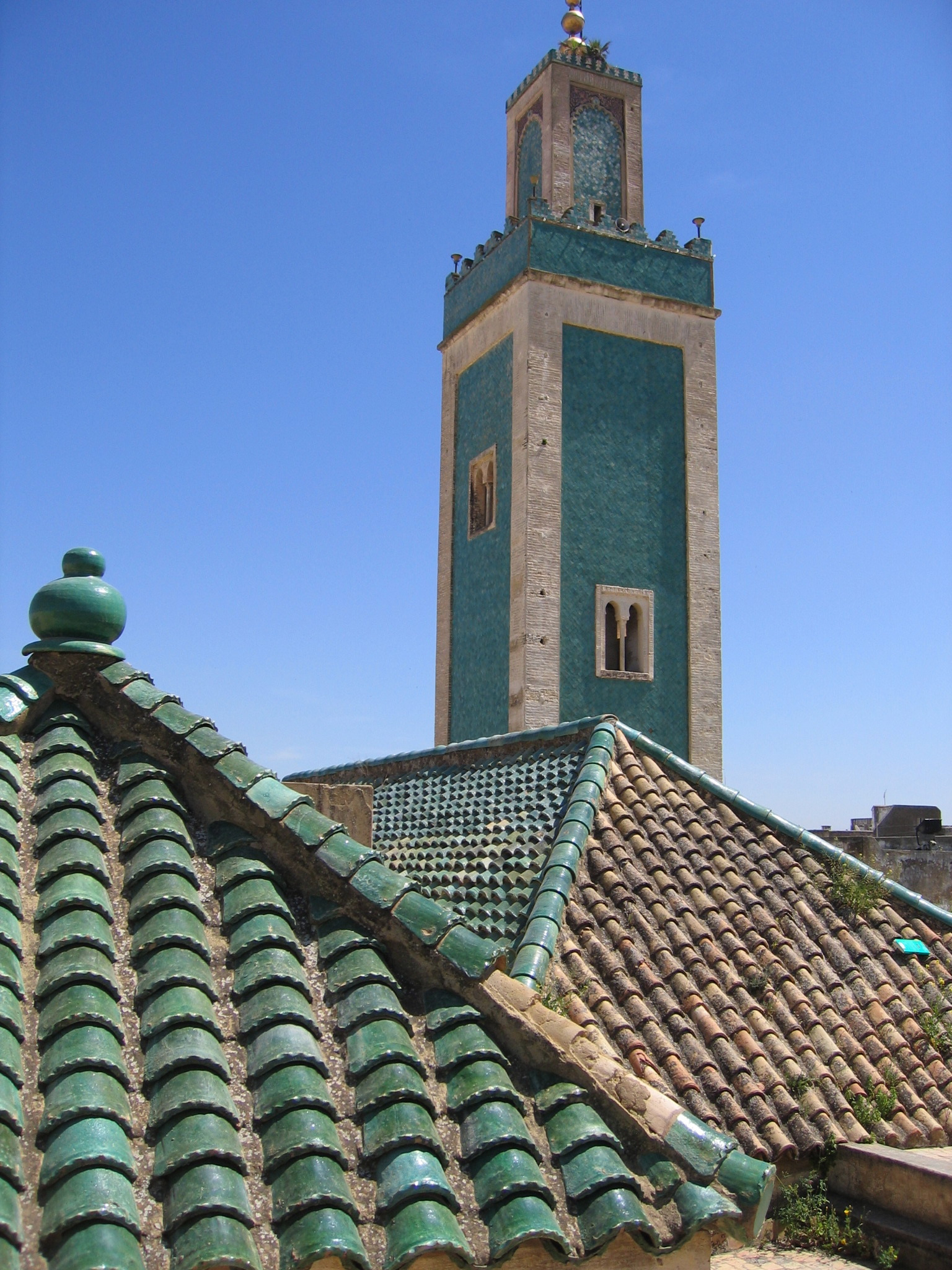
Toit en tuiles vernissées et minaret carré à la Medersa Bou Inania de Meknès, Maroc.

L'architecture prend de nombreuses formes spécifiques dans le monde islamique, souvent en liaison avec la religion musulmane : la mosquée en est une mais les madrasa, les lieux de retraite, etc. sont autant de bâtiments typiques des pays d'Islam adaptés au culte. Il est évident que l'architecture a évolué au fil des siècles. Les croyants se contentaient initialement de places en plein air, musallas, ou encore d'édifices religieux d'autres religions (comme les églises en pays chrétiens) pour leurs lieux de prière. Ce n'est qu'à partir du VIIIe siècle qu'ils firent un premier chantier conséquent, à Damas, leur capitale syrienne. Il s'agit de la Mosquée des Omeyyades, dont le plan reprend l'architecture des basiliques chrétiennes et païennes (vaisseau à trois nefs parallèles couvertes de charpentes). L'innovation fut cependant le plan en largeur du mur de fond (remplaçant le plan en profondeur), dont le mihrab indique la direction vers La Mecque et dont la qibla indique le sens de prière.
Les typologies des bâtiments varient beaucoup selon les périodes et les régions. Avant le XIIIe siècle, dans le berceau du monde arabe, c’est-à-dire en Égypte, en Syrie, en Irak et en Turquie, les mosquées suivent presque toutes le même plan dit arabe avec une grande cour et une salle de prière hypostyle. Cette reprise n'est pas anodine, puisque ce plan « mythique » reprenait celui de la maison du Prophète à Médine. Cependant, les mosquées varient beaucoup dans leurs décors et même dans leurs formes : les mosquées maghrébines adoptent un plan en « T » avec des nefs perpendiculaires à la qibla tandis qu'en Égypte et en Syrie, les nefs lui sont parallèles. L'Iran a ses propres spécificités comme l'emploi de la brique et des décors de stuc et de céramique ainsi que l'utilisation de formes particulières issues souvent de l'architecture sassanide comme les iwans et l'arc persan. Le monde iranien est aussi à la naissance des madrasas. En Espagne, on trouve plutôt le goût pour une architecture colorée avec l'emploi d'arcs variés (en fer à cheval, polylobés, etc.). En Anatolie, sous l'influence de l'architecture byzantine mais aussi des évolutions spécifiques à cette région dans le plan arabe, de grandes mosquées ottomanes à coupole unique et démesurée sont édifiées alors que l'Inde moghole développe des plans particuliers, s'éloignant peu à peu du modèle iranien et met en valeur les dômes bulbeux.
Enfin, les mosquées ou édifices religieux ayant traversé les siècles, il n'est pas rare de voir plusieurs divers types architecturaux au sein d'un même ensemble. Par exemple, La Grande Mosquée d'Ispahan (ou « Mosquée du Vendredi ») fut travaillée pendant près d'un millénaire, soit du VIIIe siècle au XVIIIe siècle. On y retrouve donc un mélange des dynasties Sassanides, Abbassides, Seldjoukides, Mozaffarides...

### L'art du livre

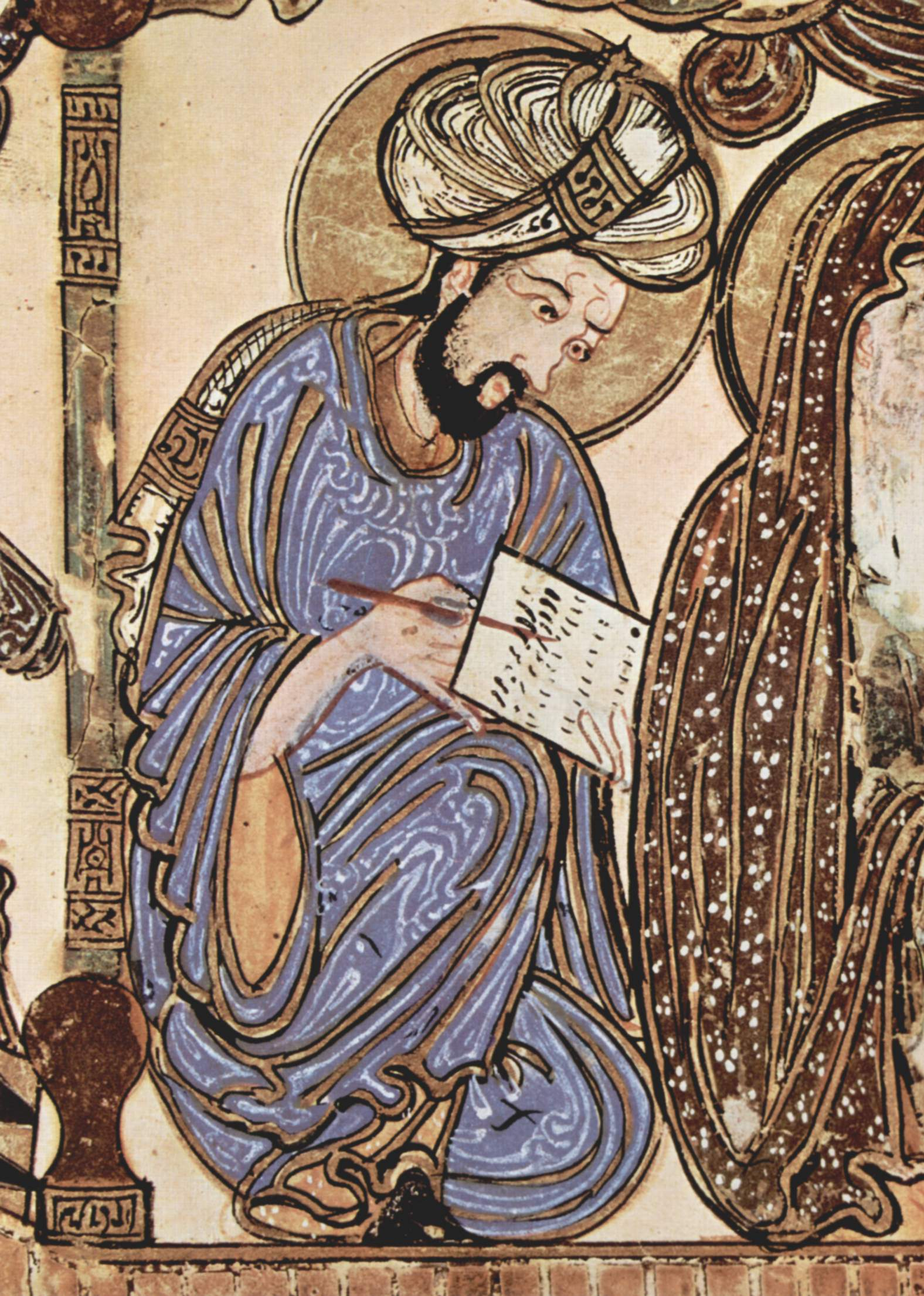
Détail d'une peinture arabe du XIIIe siècle.

Articles détaillés : Miniature persane, Art du livre arabe, Art de la miniature en Inde.
L'art du livre regroupe à la fois la peinture, la reliure, la calligraphie et l'enluminure, c’est-à-dire les arabesques et les dessins des marges et des titres.
On divise traditionnellement l'art du livre en trois domaines distincts : Arabe pour les manuscrits syriens, égyptiens, de Jezirah, et du Maghreb voire ottomans (mais ceux-ci peuvent aussi être considérés à part), Persan pour les manuscrits créés dans le domaine iranien surtout à partir de la période mongole et Indien, pour les œuvres mogholes. Chacun de ces domaines possède son style propre divisé en différentes écoles avec leurs propres artistes, leurs conventions, etc. Les évolutions sont parallèles même s'il semble évident que des influences ont eu lieu entre écoles et même entre domaines géographiques avec les changements politiques et les fréquents déplacements des artistes : les artistes persans ont ainsi beaucoup essaimé chez les Ottomans et en Inde, notamment.

### Les arts dits «mineurs»

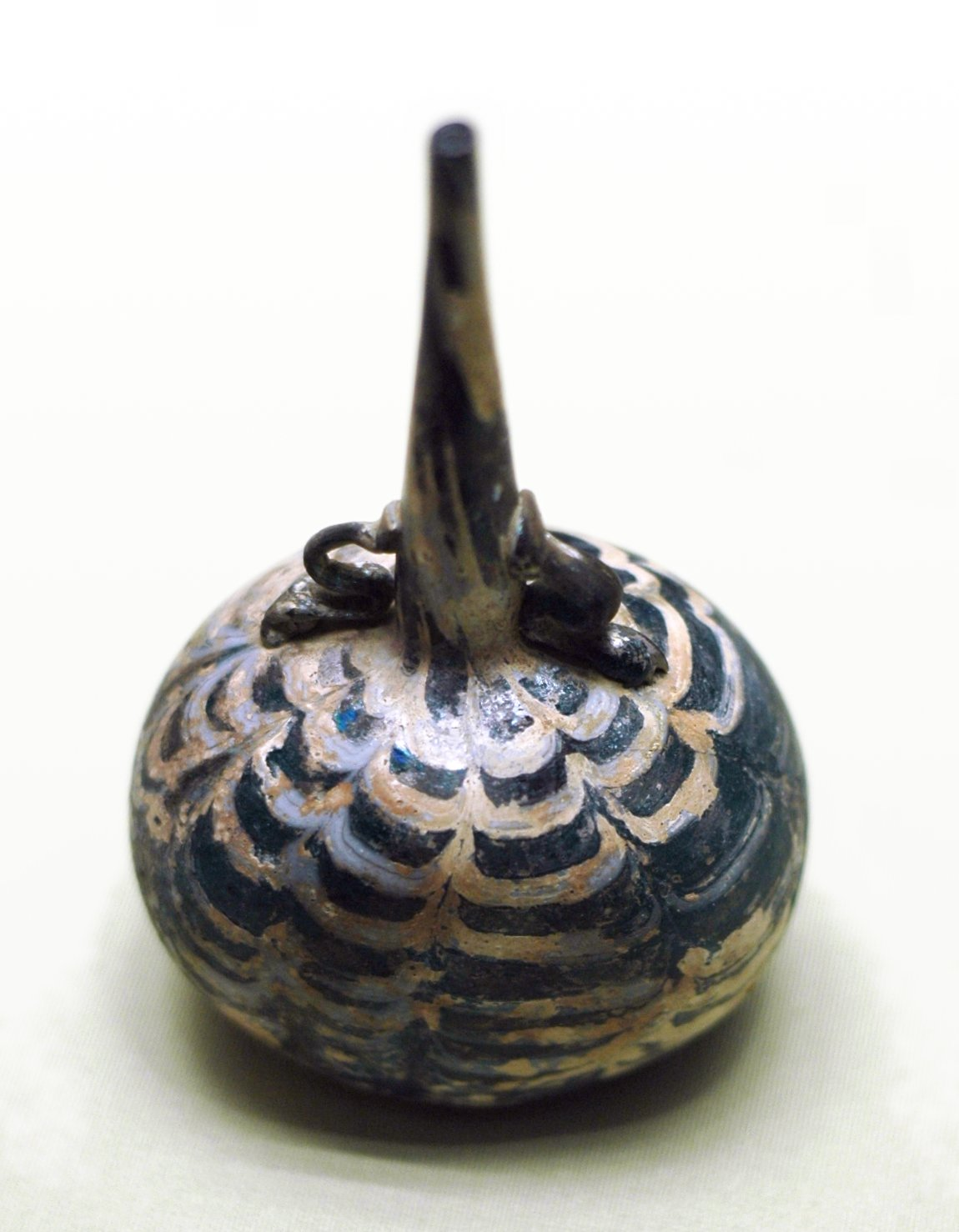
Aspersoir en verre soufflé,.

Articles détaillés : Art du métal islamique, Art de la céramique en terre d'Islam.
On appelle en Europe « arts mineurs » des domaines qui font partie des arts décoratifs. Cependant, en terres d'Islam comme dans de nombreuses civilisations extra-européennes ou anciennes, ces médias ont été largement utilisés à des fins plus artistiques qu'utilitaires et portés à un point de perfection qui interdit de les classer comme artisanat. Ainsi, si les artistes islamiques ne s'intéressent pas à la sculpture pour des raisons principalement religieuses, ils font parfois preuve, selon les époques et les régions, d'une inventivité et d'une maîtrise remarquables sur ces différents terrains avec les arts du métal, de la céramique, du verre, de la pierre taillée (cristal de roche notamment mais également pierres dures comme la sardoine), du bois sculpté et de la marqueterie, de l'ivoire, ainsi que les arts du tapis et des tissus.

## Motifs, thèmes et iconographie des arts de l'Islam
Lorsque l'on évoque les arts en terres d'Islam, on pense souvent à un art aniconique constitué uniquement de motifs géométriques et d'arabesques. Toutefois, il existe aussi de nombreuses représentations figurées, notamment dans tout ce qui ne relève pas du domaine du religieux.

### L'art et la religion
Les religions jouent donc un rôle important dans le développement des arts de l'Islam, les productions ayant souvent des fins sacrées. On pense bien sûr à la religion musulmane ; cependant le monde islamique n'est devenu à majorité musulmane que dans le cours du XIIIe siècle et d'autres croyances ont également joué un rôle non négligeable : le christianisme notamment dans une zone du Levant et de la Turquie actuelle, le zoroastrisme en particulier dans le monde iranien, l'hindouisme et le bouddhisme dans le monde indien, le Paganisme en Égypte et au Maghreb.

### L'art et la littérature

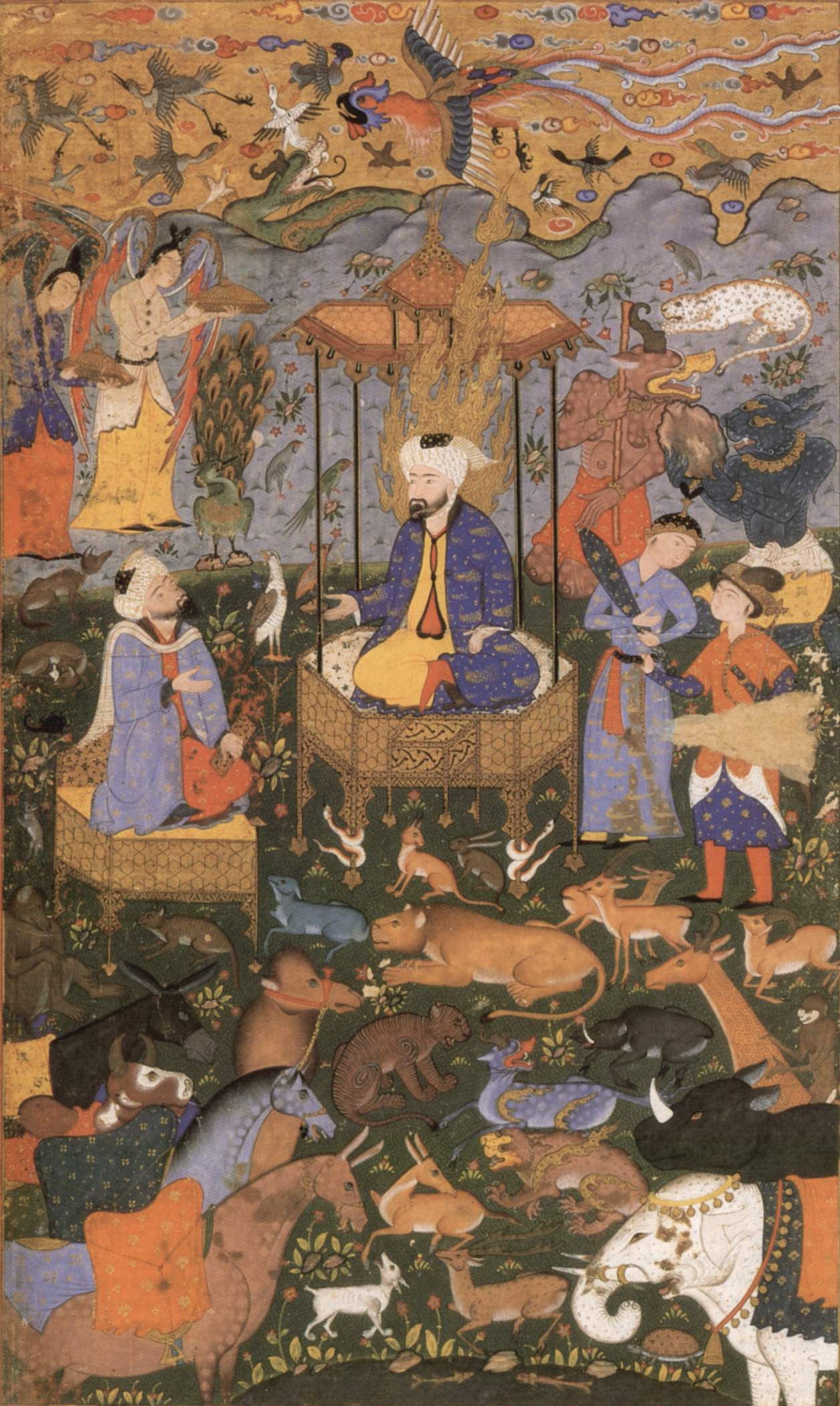
Shâh Nâmâ, fin du XVIe siècle.

Toutefois, tous les arts de l'Islam ne sont pas religieux, loin de là, et d'autres sources sont utilisées par les artistes, notamment littéraires. La littérature persane, comme le Shâh Nâmâ, l'épopée nationale composée au début du Xe siècle par Firdawsi, les Cinq poèmes (ou Khamsa) de Nizami (XIIe siècle), est ainsi une source importante de motifs que l'on retrouve tant dans les arts du livre que dans les objets (céramique, tapis, etc.). Les œuvres des poètes mystiques Saadi et Djami donnent aussi lieu à de nombreuses représentations. Le Jami al-tawarikh, ou Histoire universelle, composé par le vizir Il-khanide Rashid al-Din au début du XIVe siècle est le support de nombreuses représentations dans tout le monde islamique et ce dès sa rédaction.
La littérature arabe n'est cependant pas en reste et les fables d'origine indienne du Kalîla wa Dimna ou les Maqamat d'al-Hariri et d'autres textes sont fréquemment illustrés dans les ateliers de Bagdad ou de Syrie.
La littérature scientifique, comme les traités d'astronomie ou de mécanique, donne également lieu à des illustrations.

### Motifs abstraits et calligraphie

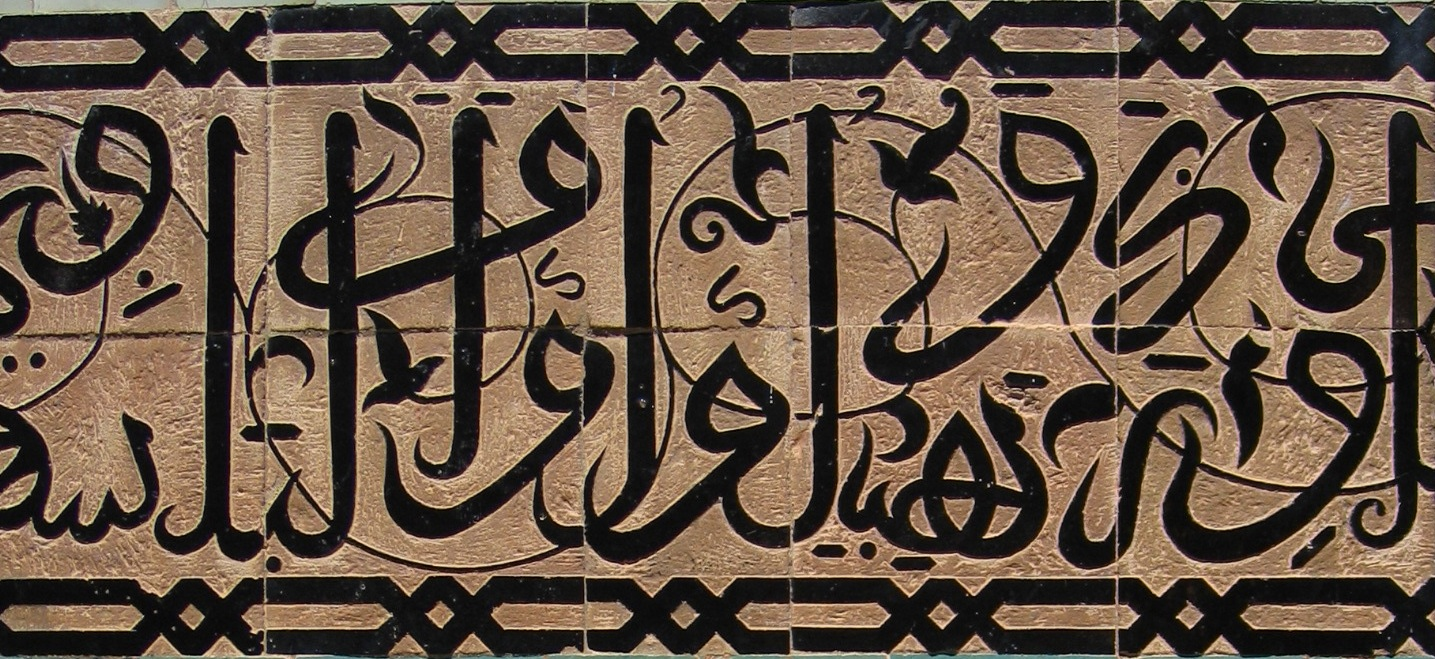
Calligraphie en thuluth. Meknès, Maroc.

Articles détaillés : Styles calligraphiques arabes, Motifs décoratifs de l'art islamique, Notion de module
Les motifs décoratifs sont légion dans cette forme d'art et extrêmement variés, depuis les motifs géométriques jusqu'aux arabesques. La calligraphie en terre d'Islam est considérée comme une activité majeure, voire sacrée, étant donné que les sourates du Coran sont considérées comme des paroles divines. En outre, les représentations d'êtres vivants sont exclues des lieux et des ouvrages religieux ; la calligraphie fait donc l'objet de soins tout particuliers, dans le domaine religieux mais aussi dans les œuvres profanes.
Cette calligraphie se retrouve également sur d'autres supports, telles les monnaies.

### Les représentations figurées
On pense souvent que les arts de l'Islam sont entièrement aniconiques, néanmoins on ne peut que constater les nombreuses figures humaines et animales présentes dans les céramiques. Les figures religieuses des prophètes, comme Mahomet mais aussi Jésus et ceux présents dans l'Ancien Testament, ainsi que les imams peuvent d'ailleurs donner lieu à des représentations ayant, selon les époques et les endroits, le visage voilé ou non. La question de la représentation figurée est donc complexe d'autant plus que son évolution la rend encore plus difficile à comprendre.

## La connaissance des arts de l'Islam dans le monde

### Historiographie des arts de l'Islam
Les arts de l'Islam sont connus depuis longtemps en Europe grâce aux nombreuses importations de matériaux précieux (soie, cristal de roche) au Moyen Âge. Beaucoup de ces objets, devenus reliquaires, étaient ou sont actuellement conservés dans les trésors des églises du monde occidental. Toutefois, l'histoire des arts de l'Islam en tant que science est une discipline très récente en comparaison, par exemple, avec celle des arts antiques. D'ailleurs, sur les champs de fouille, les arts de l'Islam ont souvent été victimes d'archéologues désireux d'accéder aux niveaux antiques et qui pour cela saccageaient les plus récents.
Née au XIXe siècle et poussée par le mouvement orientaliste, cette discipline connaît une évolution marquée de nombreux cahots, dus aux événements politiques et religieux mondiaux. La colonisation notamment a favorisé l'étude de certains pays — ainsi que l'éclosion des collections européennes et américaines — mais des périodes entières ont été négligées. De même, la guerre froide a considérablement ralenti l'étude des arts de l'Islam en empêchant la diffusion des études et des découvertes.

### Grandes collections d'arts de l'Islam

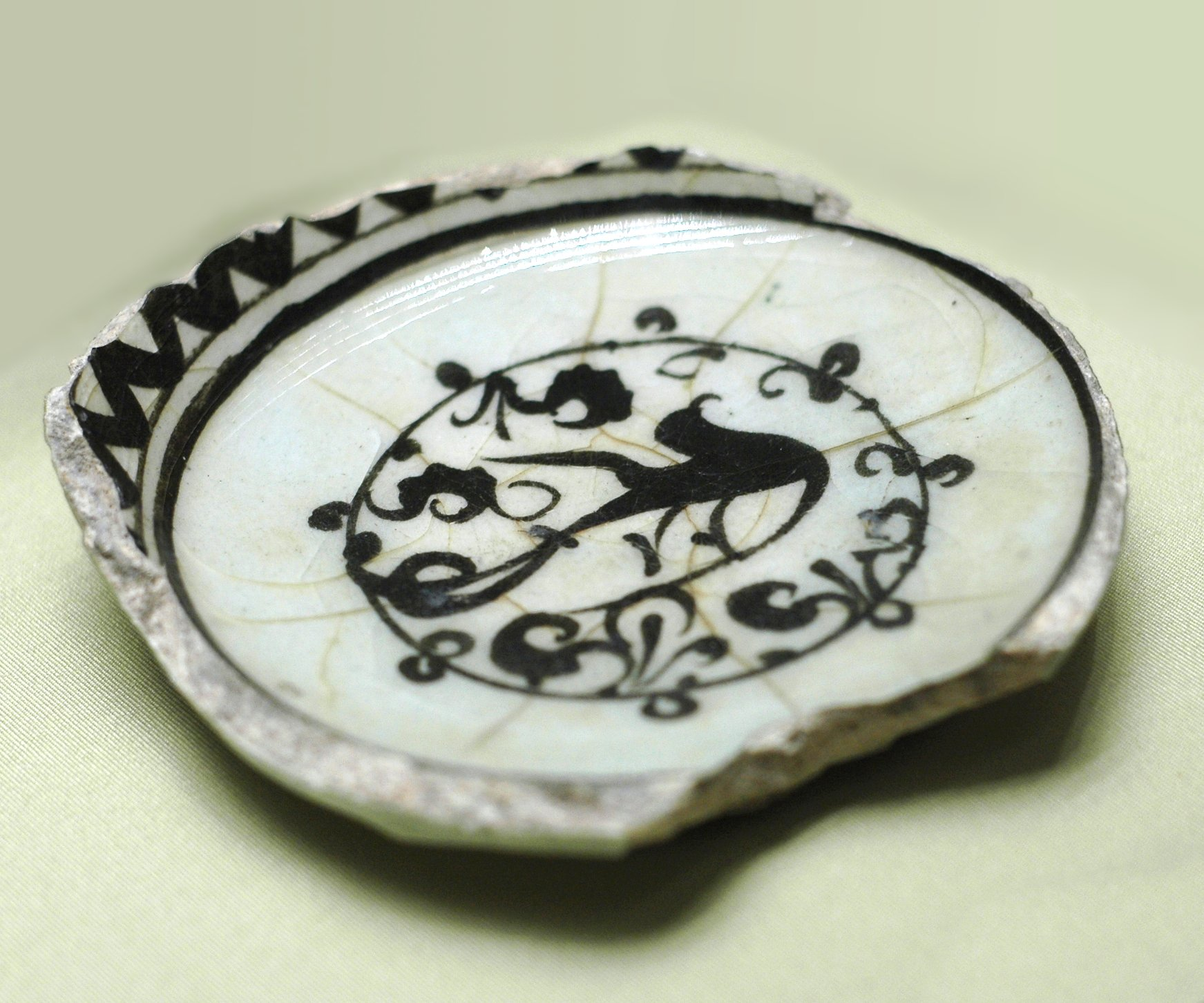
Tesson à l'oiseau, Syrie, début du XIIIe siècle, musée du Louvre.

Comme souvent, les grandes collections d'arts de l'Islam se situent plutôt dans le monde occidental, au musée du Louvre, au Metropolitan au Museum of Art, au British Museum, au Victoria and Albert Museum notamment. Cependant, il existe des collections ailleurs, notamment celle du musée islamique du Caire ou du musée National du Qatar. La fondation Gulbenkian de Lisbonne et la collection Khalili conservent également de nombreuses pièces. Les musées américains, comme la Freer Gallery of Art de Washington, ont souvent un fonds assez important, aussi bien pour les objets que les manuscrits. Le corning museum of Glass de New York possède l'un des fonds de verres islamiques les plus importants au monde. Pour les manuscrits, il faut aussi signaler de grandes bibliothèques, comme la British Library ou la bibliothèque nationale de France, dont les fonds orientaux sont assez développés ; mais les musées conservent aussi des pages illustrées et des manuscrits.

### Grands sites archéologiques
Pour les productions les plus anciennes, tant d'architecture que d'objets, une importante archéologie islamique a eu cours, notamment en Irak, à Samarra ou à Suse par exemple, ou encore au Caire. Malgré le contexte actuel, de grands sites sont encore fouillés dans tout le monde islamique depuis le Pakistan jusqu'au Maghreb.